# 玉川八十八ヶ所霊場
玉川八十八ヶ所霊場（たまがわはちじゅうはっかしょれいじょう）は、多摩川沿いの東京都世田谷区・大田区・品川区、神奈川県川崎市・横浜市にある88ヶ所の札所によって構成される四国八十八箇所の写し霊場。

## 歴史
開創された時代については諸説あるが明確ではない。明治時代の初期には賑わったと伝えられるが、後期になると廃れてしまった。「四郡八十八所」と刻まれた5基の標石が札所に伝わり、古くは41番安穏寺の1758年（宝暦8年）、46番正福寺の1759年（宝暦9年）のものがある。但し、札番はいずれも今日のものとは異なる。「四郡」が玉川八十八ヶ所の分布する荏原郡、多摩郡、橘樹郡、都筑郡を指すものと考え、四郡八十八所が土台となって今日の玉川八十八ヶ所へと発展したとする説がある。また、1905年（明治38年）の52番西澄寺の標石以降は「多摩川」銘が見られるようになり、札番も現在の札番と一致することから、この頃までに「多摩川八十八ヶ所」が成立していたと考えられている。
1916年（大正5年）に「永楽講」が結成され、各寺院に御詠歌の扁額を奉納するなど霊場の復興に力を入れた。しかし、その後の戦争によって再び巡拝者は絶えることとなった。
1973年（昭和48年）の弘法大師生誕1200年を迎えるにあたって川崎大師・平間寺が中心となり再興した。その際、多摩地域にある多摩四国八十八箇所との紛らわしさを避けて旧来の「多摩川八十八ヶ所」から「玉川八十八ヶ所」に名称を改めた。

## 札所一覧
| 番 | 寺号            | 宗派         | 本尊       | 所在地                           |
| -- | --------------- | ------------ | ---------- | -------------------------------- |
| 1  | 平間寺          | 真言宗智山派 | 弘法大師   | 神奈川県川崎市川崎区大師町       |
| 2  | 真観寺          | 真言宗智山派 | 聖観音     | 神奈川県川崎市川崎区大島         |
| 3  | 金蔵院          | 真言宗智山派 | 阿弥陀如来 | 神奈川県横浜市神奈川区東神奈川   |
| 4  | 成就院          | 真言宗智山派 | 不動明王   | 神奈川県川崎市川崎区渡田         |
| 5  | 玉真院          | 真言宗智山派 | 弘法大師   | 東京都世田谷区瀬田               |
| 6  | 円能院          | 真言宗智山派 | 大日如来   | 神奈川県川崎市川崎区小田         |
| 7  | 東漸寺          | 真言宗智山派 | 大日如来   | 神奈川県横浜市鶴見区潮田町       |
| 8  | 正泉寺          | 真言宗智山派 | 薬師如来   | 神奈川県横浜市鶴見区生麦         |
| 9  | 竜泉寺          | 高野山真言宗 | 不動明王   | 神奈川県横浜市鶴見区岸谷         |
| 10 | 東福寺          | 真言宗智山派 | 如意輪観音 | 神奈川県横浜市鶴見区鶴見         |
| 11 | 金剛寺          | 真言宗智山派 | 大日如来   | 神奈川県横浜市鶴見区市場下町     |
| 12 | 宝蔵院          | 真言宗智山派 | 大日如来   | 神奈川県横浜市鶴見区馬場         |
| 13 | 真福寺          | 真言宗智山派 | 薬師如来   | 神奈川県川崎市川崎区堀之内町     |
| 14 | 延命寺          | 真言宗智山派 | 地蔵菩薩   | 神奈川県川崎市幸区都町           |
| 15 | 正楽寺          | 真言宗智山派 | 大日如来   | 神奈川県横浜市鶴見区矢向         |
| 16 | 大楽寺          | 真言宗智山派 | 大日如来   | 神奈川県川崎市中原区木月         |
| 17 | 無量寺          | 真言宗智山派 | 阿弥陀如来 | 神奈川県川崎市中原区中丸子       |
| 18 | 大楽院          | 真言宗豊山派 | 十一面観音 | 神奈川県川崎市中原区上丸子八幡町 |
| 19 | 成就院          | 真言宗智山派 | 弘法大師   | 神奈川県川崎市中原区小杉陣屋町   |
| 20 | 西明寺          | 真言宗智山派 | 大日如来   | 神奈川県川崎市中原区小杉御殿町   |
| 21 | 東福寺          | 真言宗智山派 | 大日如来   | 神奈川県川崎市中原区市ノ坪       |
| 22 | 蓮花寺          | 真言宗智山派 | 十一面観音 | 神奈川県川崎市高津区久末         |
| 23 | 蓮乗院          | 真言宗智山派 | 准胝観音   | 神奈川県川崎市高津区子母口       |
| 24 | 安養寺          | 真言宗智山派 | 大日如来   | 神奈川県川崎市中原区上新城       |
| 25 | 長福寺          | 真言宗智山派 | 大日如来   | 神奈川県川崎市中原区上小田中     |
| 26 | 常楽寺          | 真言宗智山派 | 聖観音     | 神奈川県川崎市中原区宮内         |
| 27 | 東樹院          | 真言宗智山派 | 不動明王   | 神奈川県川崎市中原区宮内         |
| 28 | 宝蔵寺          | 真言宗智山派 | 地蔵菩薩   | 神奈川県川崎市中原区上小田中     |
| 29 | 安養院          | 真言宗智山派 | 阿弥陀如来 | 神奈川県川崎市高津区坂戸         |
| 30 | 明王院          | 真言宗智山派 | 不動明王   | 神奈川県川崎市高津区諏訪         |
| 31 | 正福寺          | 真言宗智山派 | 大日如来   | 神奈川県川崎市高津区北見方       |
| 32 | 善養寺          | 真言宗智山派 | 大日如来   | 東京都世田谷区野毛               |
| 33 | 明王院          | 真言宗智山派 | 不動明王   | 東京都世田谷区等々力             |
| 34 | 医王寺          | 真言宗智山派 | 薬師如来   | 東京都世田谷区深沢               |
| 35 | 金剛寺          | 真言宗智山派 | 大日如来   | 東京都世田谷区中町               |
| 36 | 覚願寺          | 真言宗智山派 | 大日如来   | 東京都世田谷区上野毛             |
| 37 | 慈眼寺          | 真言宗智山派 | 大日如来   | 東京都世田谷区瀬田               |
| 38 | 大空閣寺        | 真言宗豊山派 | 虚空蔵菩薩 | 東京都世田谷区瀬田               |
| 39 | 真福寺          | 真言宗智山派 | 大日如来   | 東京都世田谷区用賀               |
| 40 | 長円寺          | 真言宗智山派 | 大日如来   | 東京都世田谷区岡本               |
| 41 | 安穏寺          | 真言宗智山派 | 不動明王   | 東京都世田谷区上祖師谷           |
| 42 | 東覚院          | 真言宗智山派 | 薬師如来   | 東京都世田谷区千歳台             |
| 43 | 宝性寺          | 真言宗智山派 | 大日如来   | 東京都世田谷区船橋               |
| 44 | 多聞院          | 真言宗豊山派 | 地蔵菩薩   | 東京都世田谷区北烏山             |
| 45 | 密蔵院          | 真言宗豊山派 | 不動明王   | 東京都世田谷区桜上水             |
| 46 | 西福寺          | 真言宗豊山派 | 薬師如来   | 東京都世田谷区赤堤               |
| 47 | 善性寺          | 真言宗豊山派 | 不動明王   | 東京都世田谷区豪徳寺             |
| 48 | 勝国寺          | 真言宗豊山派 | 不動明王   | 東京都世田谷区世田谷             |
| 49 | 円光院          | 真言宗豊山派 | 不動明王   | 東京都世田谷区世田谷             |
| 50 | 円乗院          | 真言宗豊山派 | 不動明王   | 東京都世田谷区代田               |
| 51 | 円泉寺          | 真言宗豊山派 | 不動明王   | 東京都世田谷区太子堂             |
| 52 | 西澄寺          | 真言宗智山派 | 薬師如来   | 東京都世田谷区下馬               |
| 53 | 金蔵院          | 真言宗智山派 | 大日如来   | 東京都目黒区八雲                 |
| 54 | 満願寺          | 真言宗智山派 | 大日如来   | 東京都世田谷区等々力             |
| 55 | 東光院          | 真言宗智山派 | 大日如来   | 東京都大田区田園調布本町         |
| 56 | 密蔵院          | 真言宗智山派 | 大日如来   | 東京都大田区田園調布南           |
| 57 | 観蔵院          | 真言宗智山派 | 大日如来   | 東京都大田区西嶺町               |
| 58 | 増明院          | 真言宗智山派 | 大日如来   | 東京都大田区鵜の木               |
| 59 | 蓮光院          | 真言宗智山派 | 大日如来   | 東京都大田区下丸子               |
| 60 | 長福寺          | 真言宗智山派 | 白衣観音   | 東京都大田区下丸子               |
| 61 | 吉祥院          | 真言宗智山派 | 不動明王   | 東京都世田谷区鎌田               |
| 62 | 花光院          | 真言宗智山派 | 大日如来   | 東京都大田区矢口                 |
| 63 | 円応寺          | 真言宗智山派 | 大日如来   | 東京都大田区矢口                 |
| 64 | 遍照院          | 真言宗智山派 | 阿弥陀如来 | 東京都大田区多摩川               |
| 65 | 金剛院          | 真言宗智山派 | 大日如来   | 東京都大田区新蒲田               |
| 66 | 東福寺          | 真言宗智山派 | 阿弥陀如来 | 東京都大田区多摩川               |
| 67 | 大楽寺          | 真言宗智山派 | 阿弥陀如来 | 東京都大田区新蒲田               |
| 68 | 薬王寺          | 真言宗智山派 | 薬師如来   | 東京都大田区西六郷               |
| 69 | 安養寺          | 真言宗智山派 | 五智如来   | 東京都大田区西六郷               |
| 70 | 蓮花寺          | 真言宗智山派 | 十一面観音 | 東京都大田区西蒲田               |
| 71 | 円乗院          | 高野山真言宗 | 不動明王   | 東京都大田区南馬込               |
| 72 | 長遠寺          | 真言宗智山派 | 不動明王   | 東京都大田区南馬込               |
| 73 | 鏡王院          | 真言宗智山派 | 釈迦如来   | 東京都大田区東馬込               |
| 74 | 来福寺          | 真言宗智山派 | 地蔵菩薩   | 東京都品川区東大井               |
| 75 | 円能寺          | 真言宗智山派 | 不動明王   | 東京都大田区山王                 |
| 76 | 密厳院          | 真言宗智山派 | 不動明王   | 東京都大田区大森北               |
| 77 | 密乗院          | 真言宗智山派 | 不動明王   | 東京都大田区大森中               |
| 78 | 自性院          | 真言宗智山派 | 薬師如来   | 東京都大田区本羽田               |
| 79 | 正蔵院          | 真言宗智山派 | 不動明王   | 東京都大田区本羽田               |
| 80 | 龍王院          | 真言宗智山派 | 薬師如来   | 東京都大田区羽田                 |
| 81 | 長松寺          | 真言宗智山派 | 薬師如来   | 神奈川県横浜市鶴見区駒岡         |
| 82 | 観音寺 (横浜市) | 真言宗智山派 | 十一面観音 | 神奈川県横浜市港北区篠原町       |
| 83 | 秀明寺          | 真言宗智山派 | 聖徳太子   | 東京都大田区本羽田               |
| 84 | 宝泉寺          | 真言宗智山派 | 大日如来   | 東京都大田区南六郷               |
| 85 | 宝珠院          | 真言宗智山派 | 阿弥陀如来 | 東京都大田区仲六郷               |
| 86 | 東陽院          | 真言宗智山派 | 如意輪観音 | 東京都大田区仲六郷               |
| 87 | 新照寺          | 真言宗智山派 | 阿弥陀如来 | 東京都大田区南蒲田               |
| 88 | 宝幢院          | 真言宗智山派 | 阿弥陀如来 | 東京都大田区西六郷               |

## ギャラリー

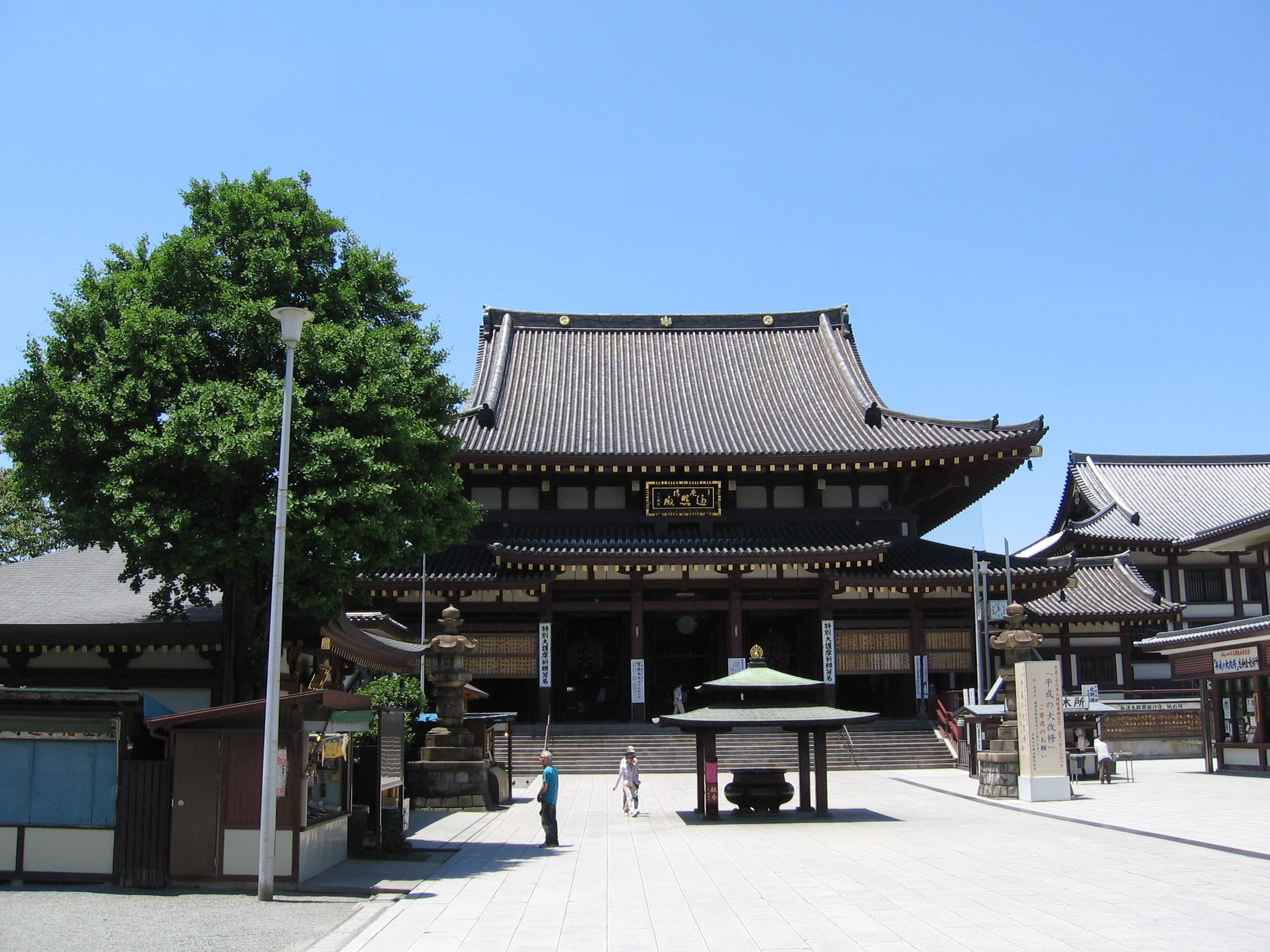
1番 平間寺
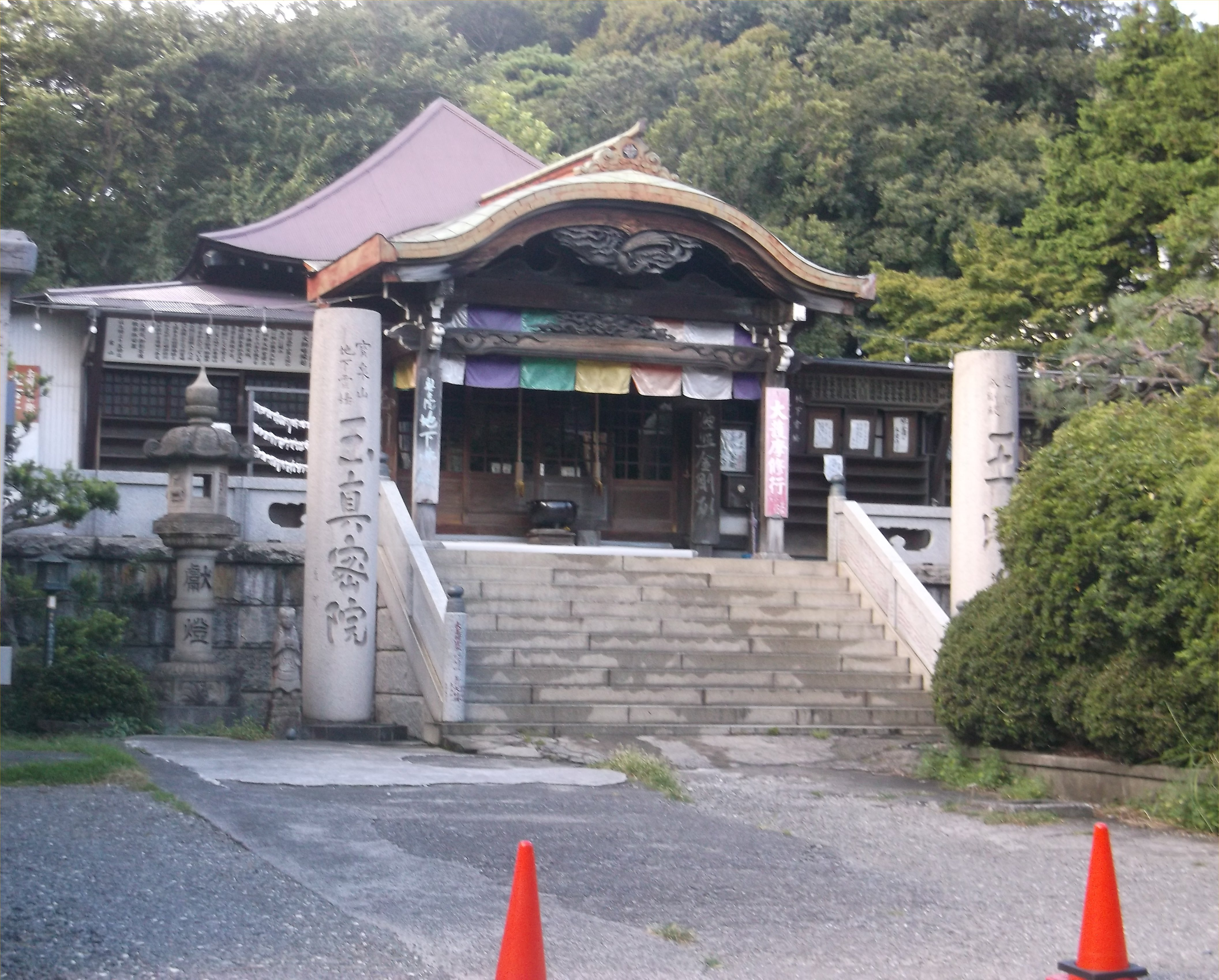
5番 玉真院
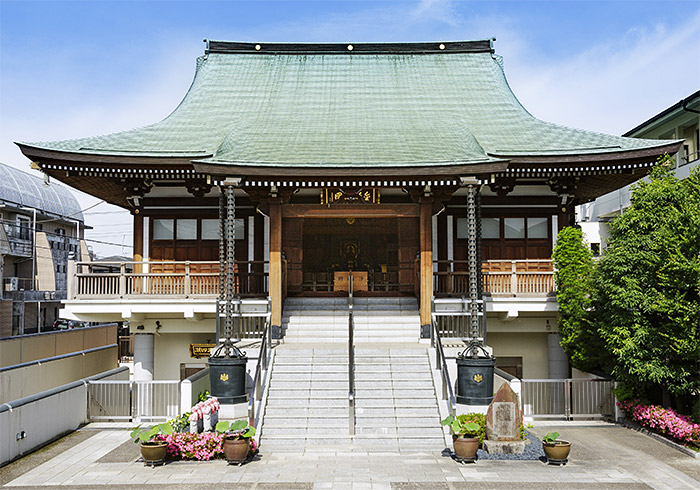
7番 東漸寺
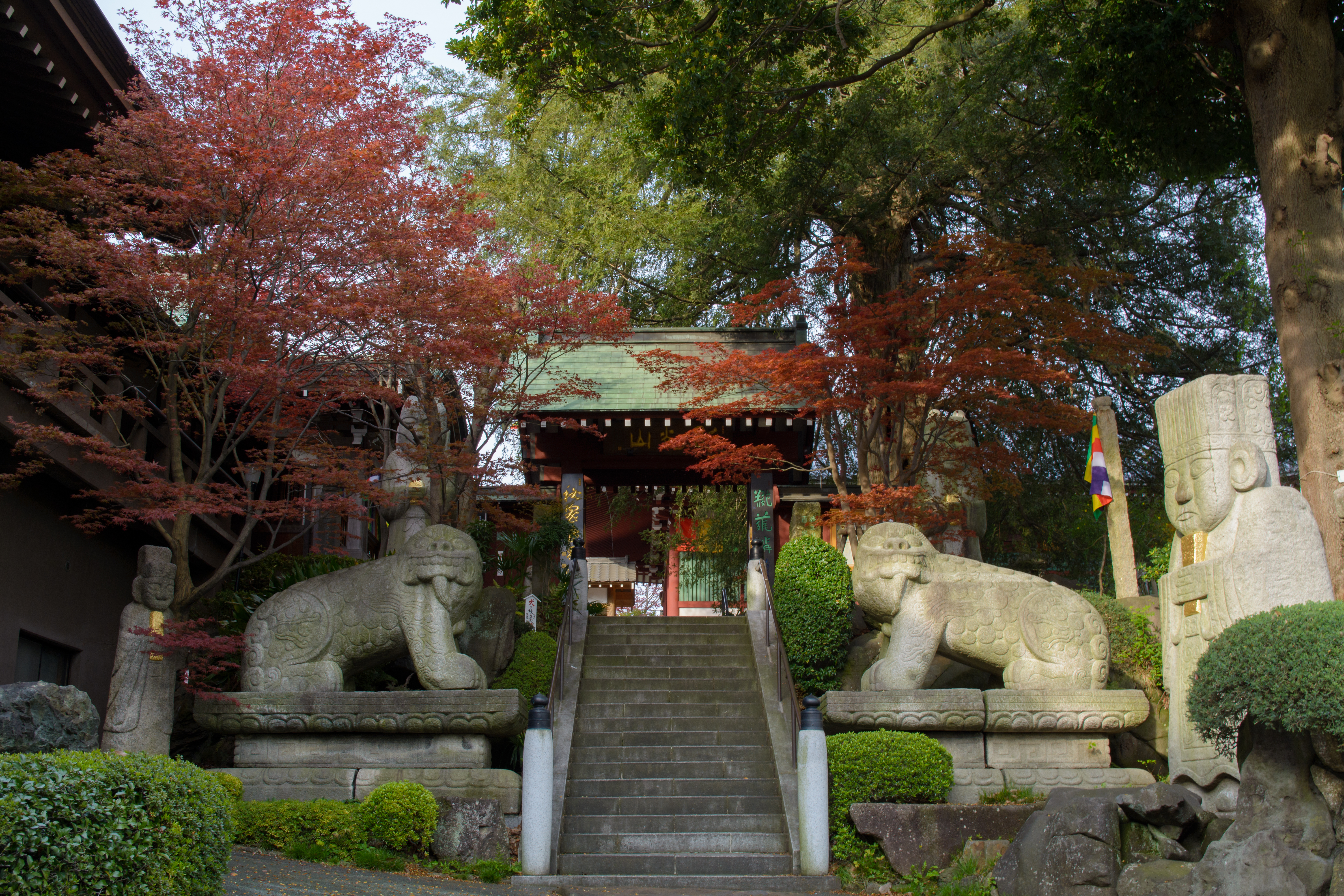
32番 善養寺
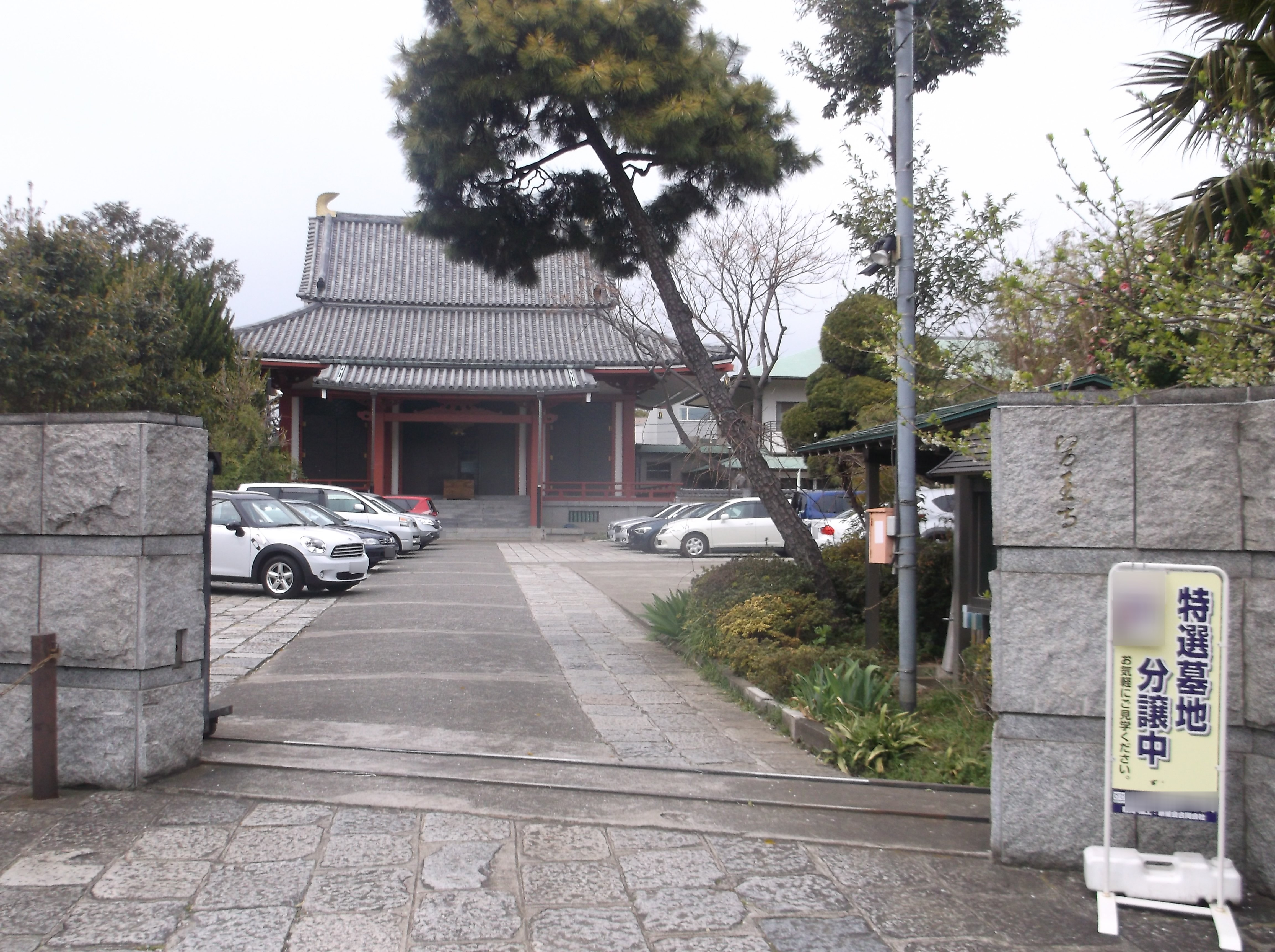
34番 医王寺
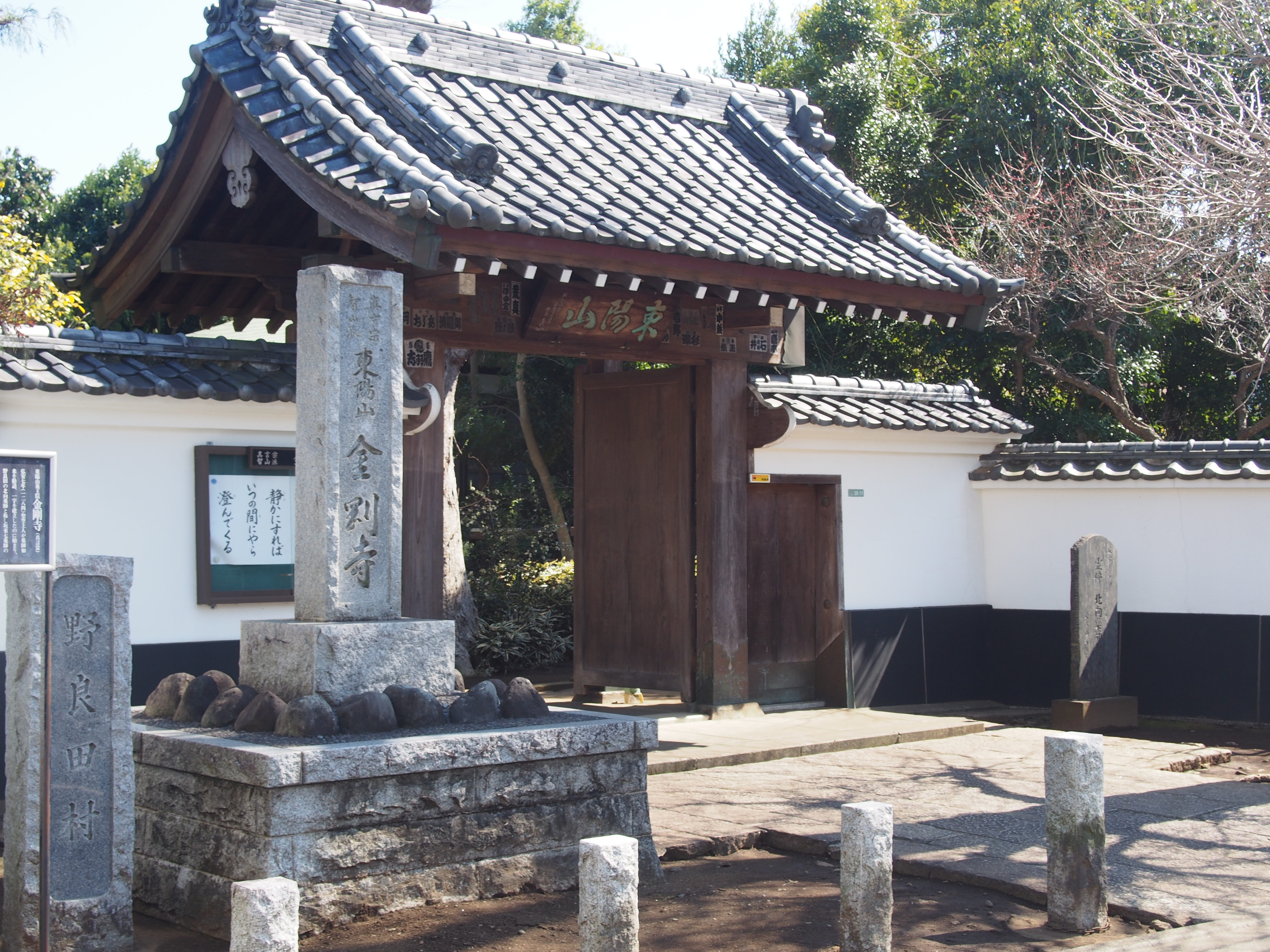
35番 金剛寺
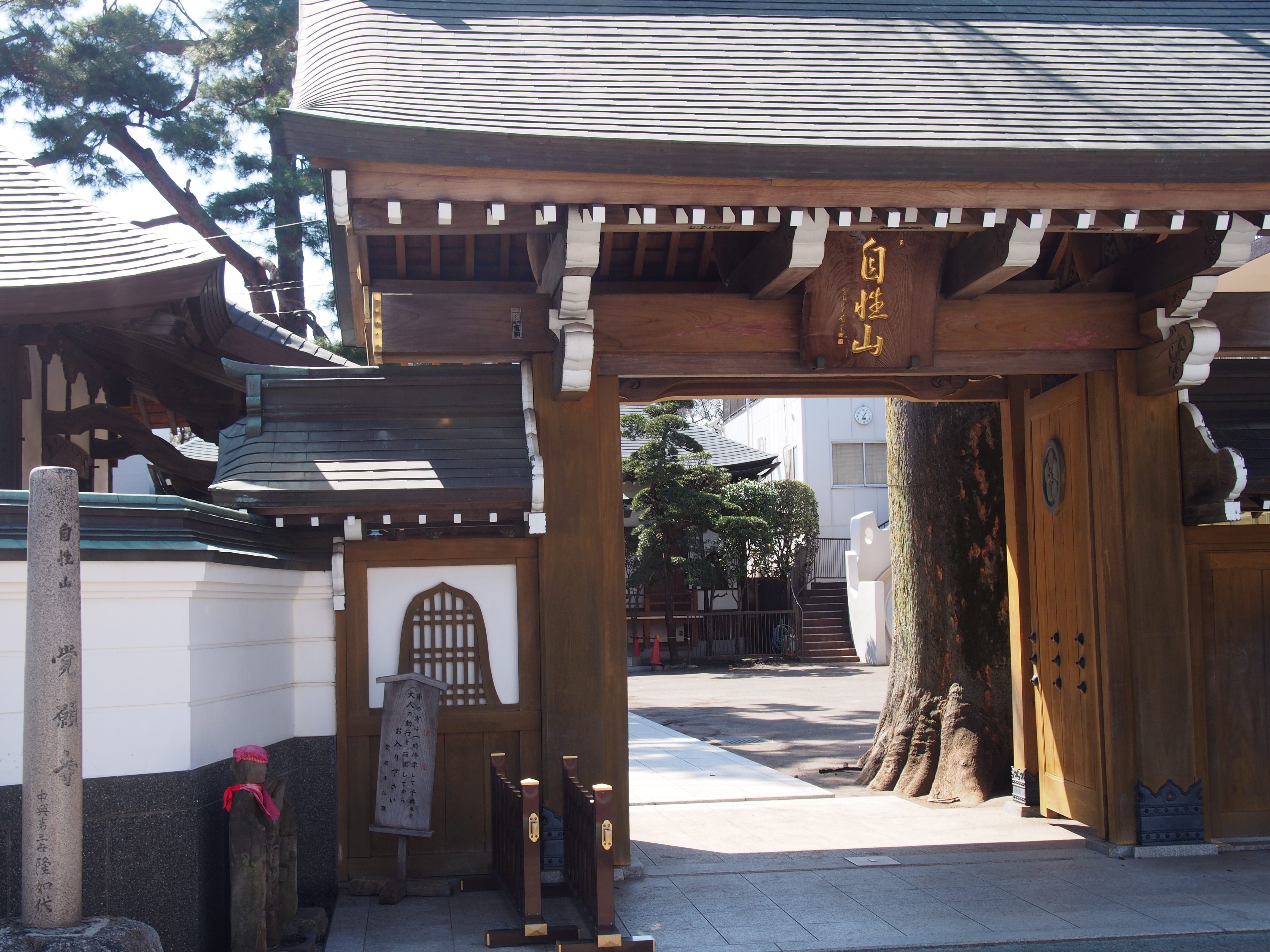
36番 覚願寺
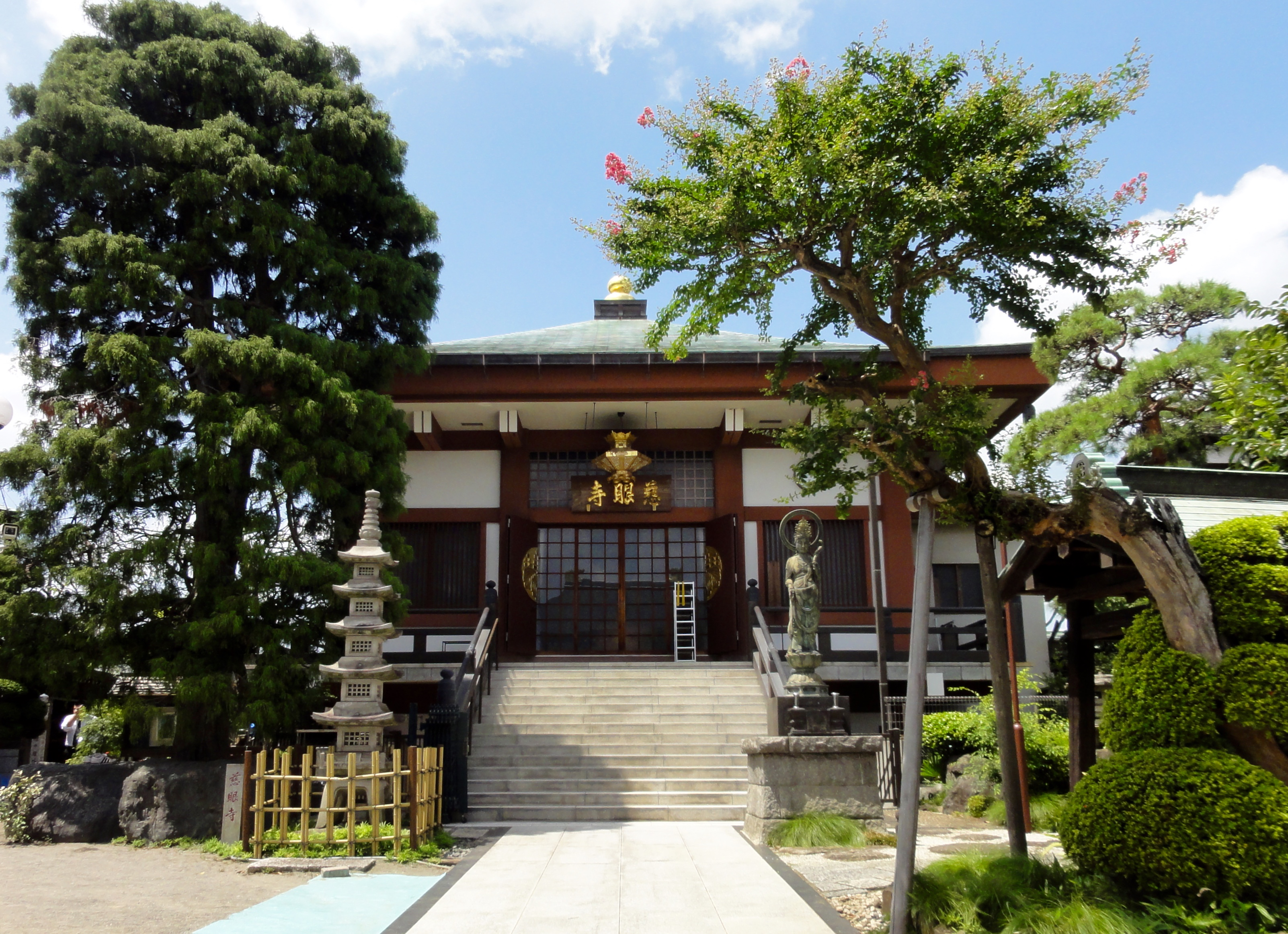
37番 慈眼寺
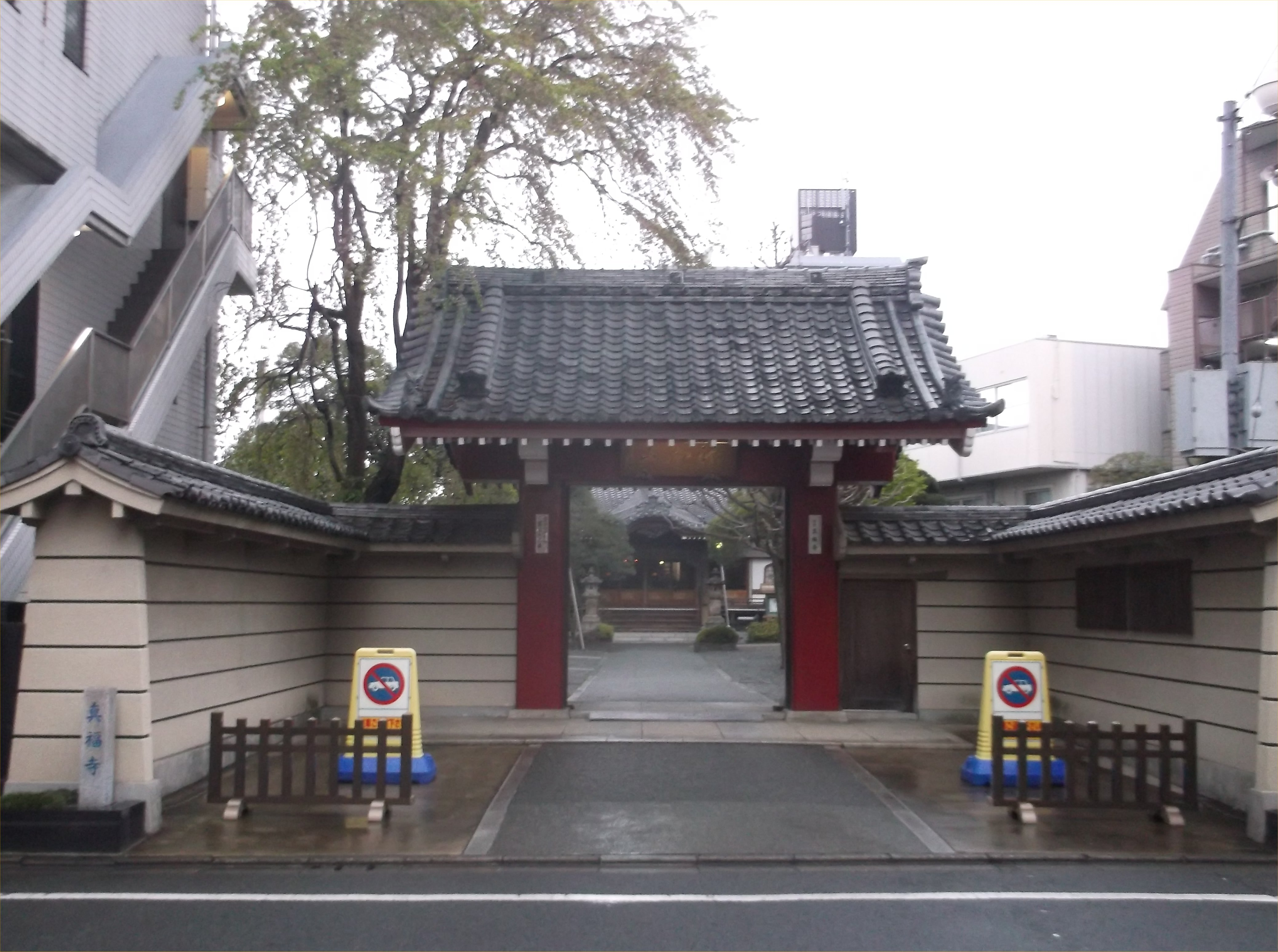
39番 真福寺
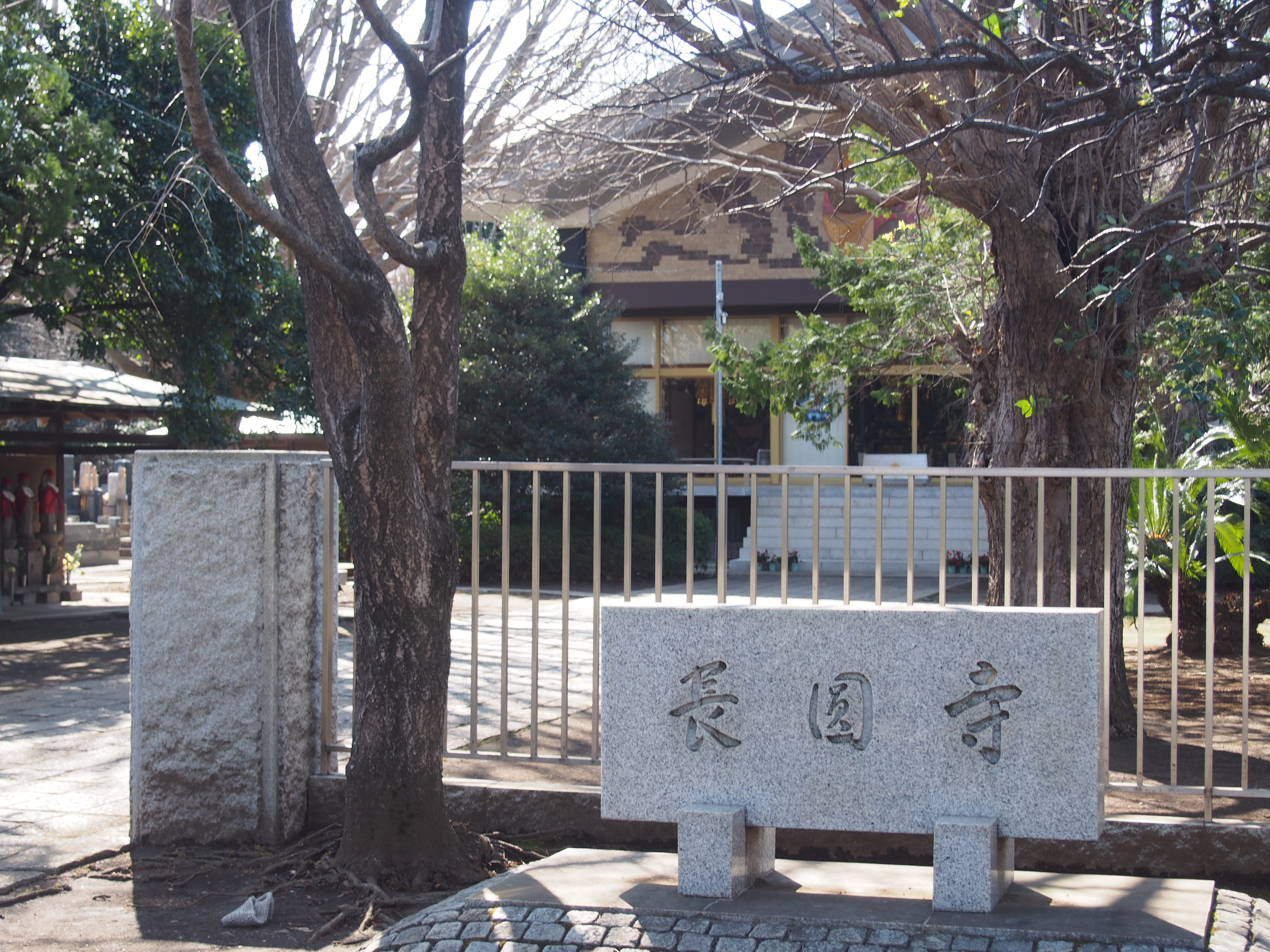
40番 長円寺
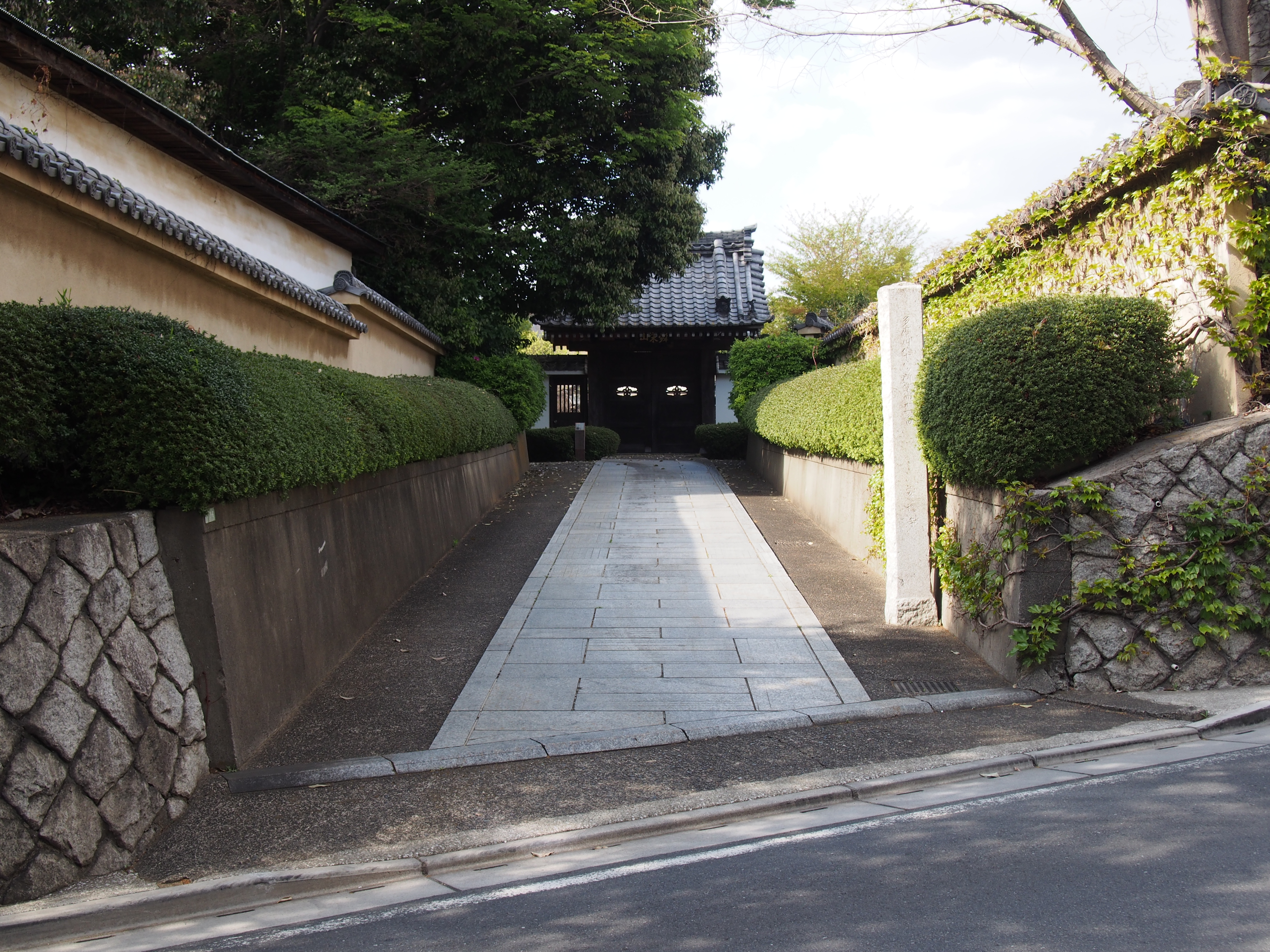
41番 安穏寺
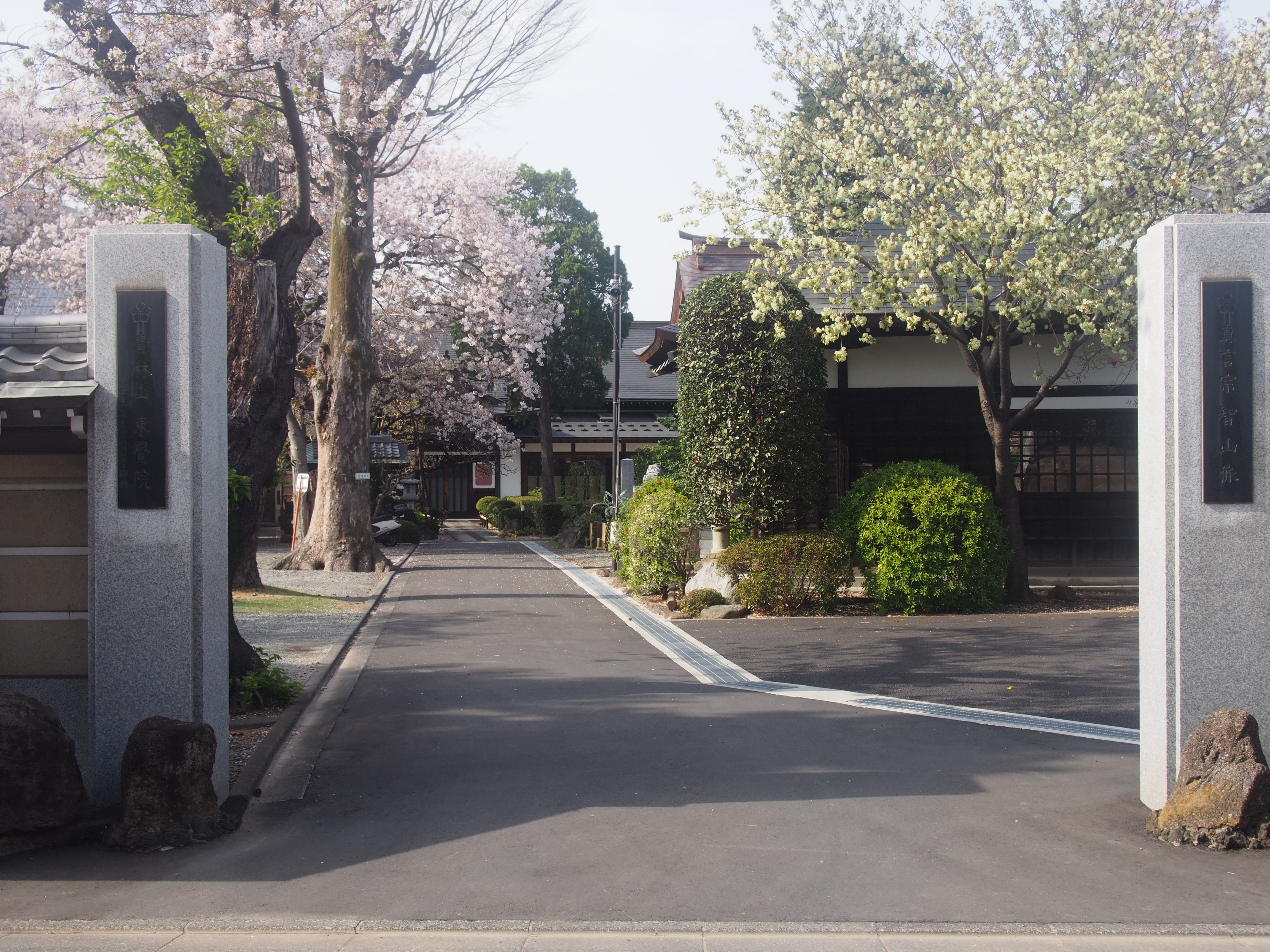
42番 東覚院
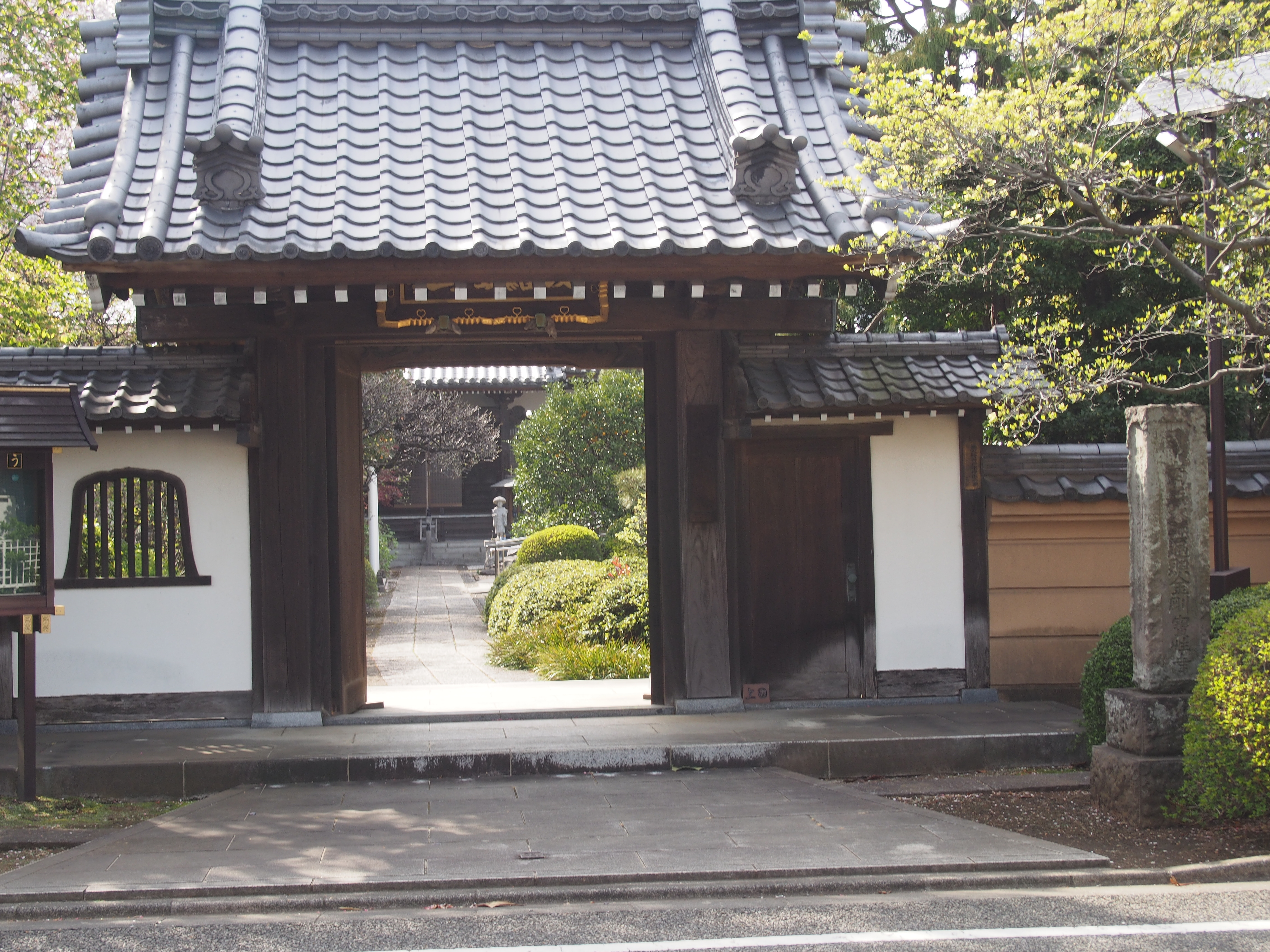
43番 宝性寺
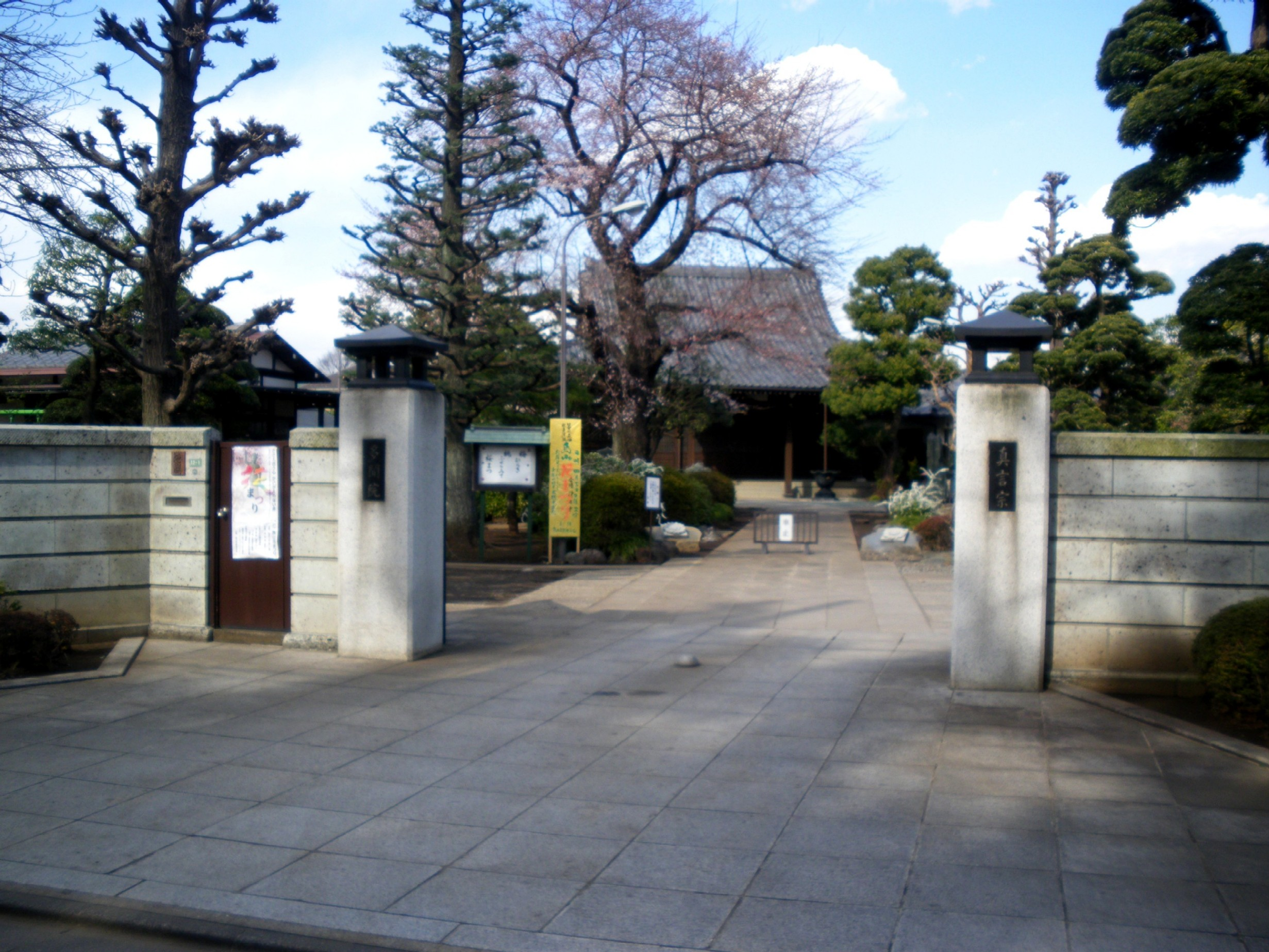
44番 多聞院
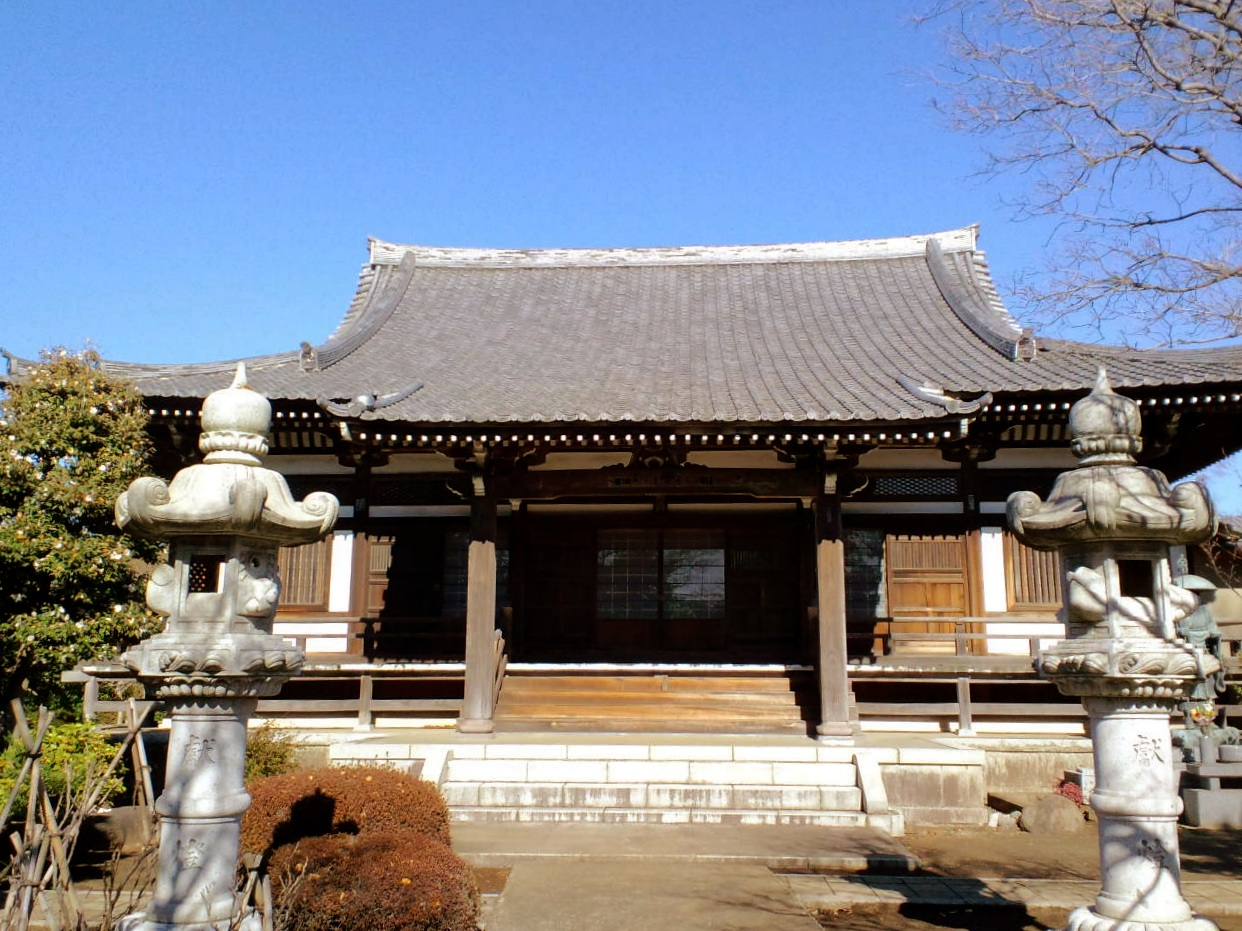
45番 密蔵院
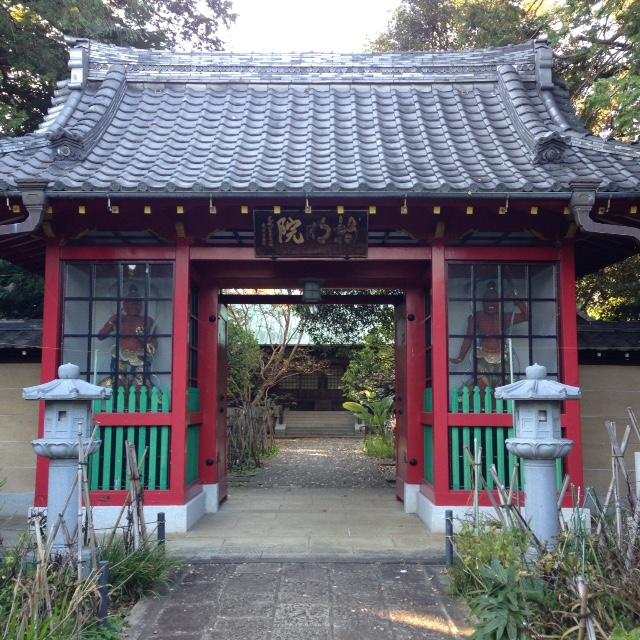
46番 西福寺
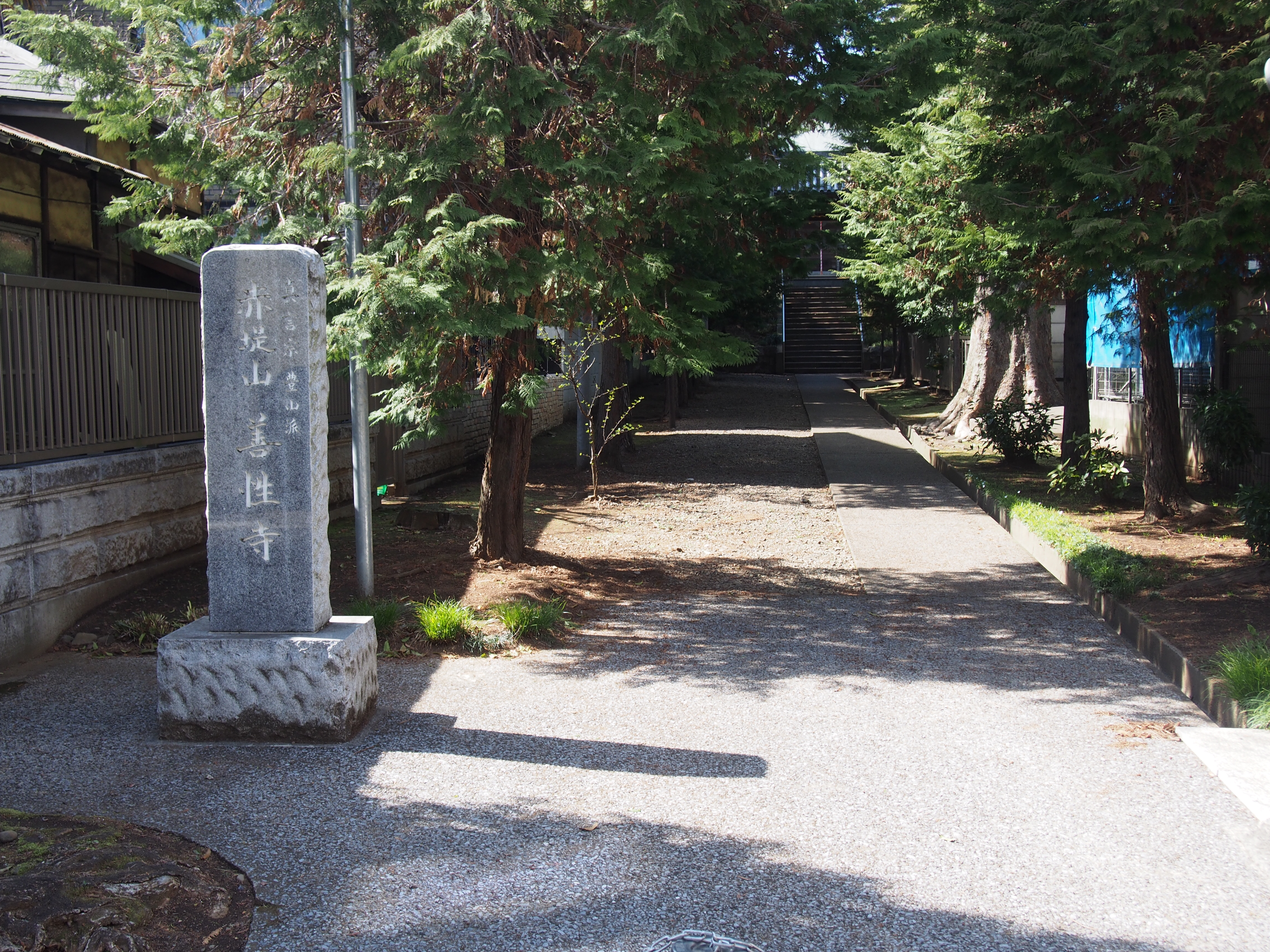
47番 善性寺
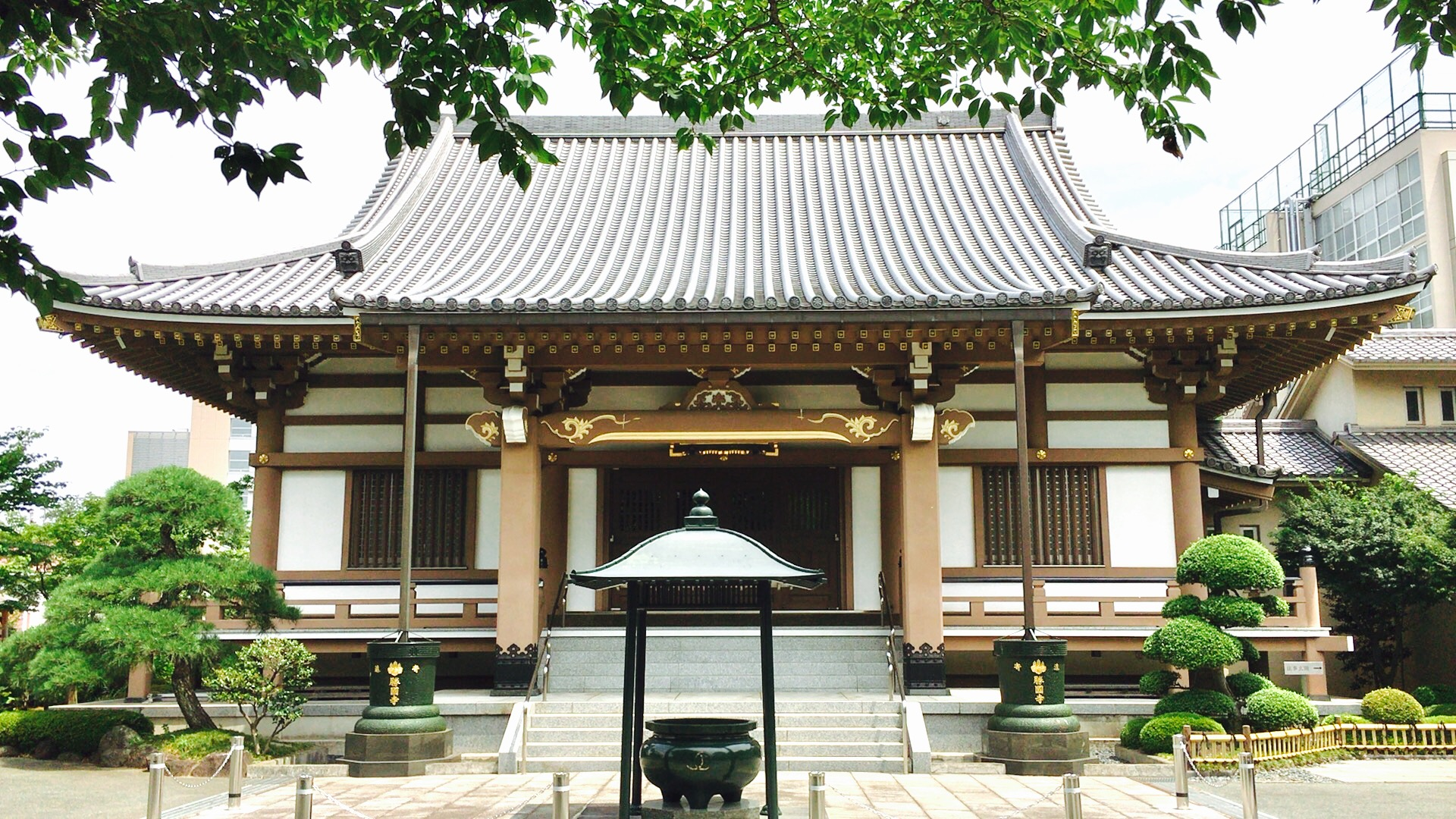
48番 勝国寺
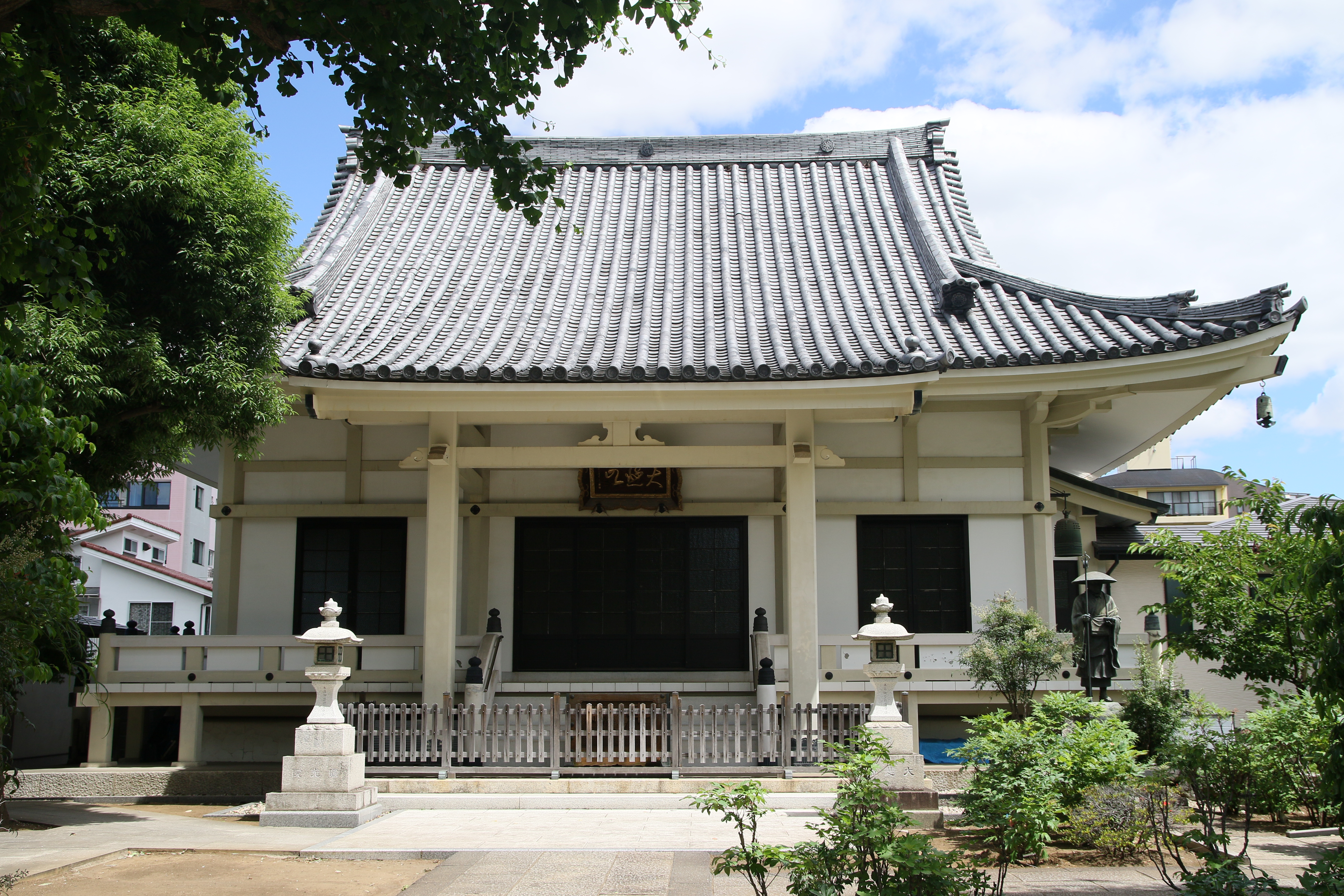
49番 円光院
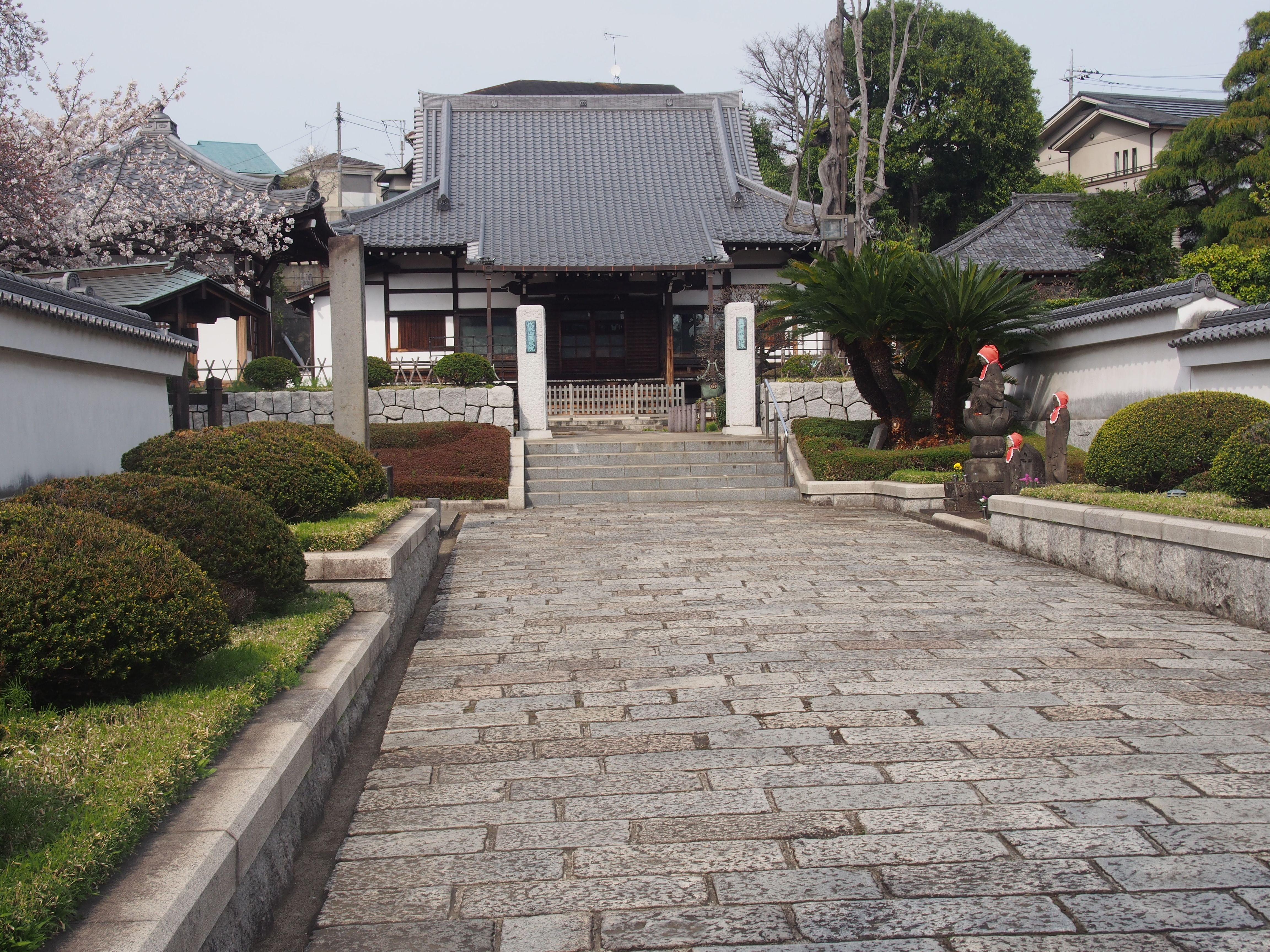
50番 円乗院
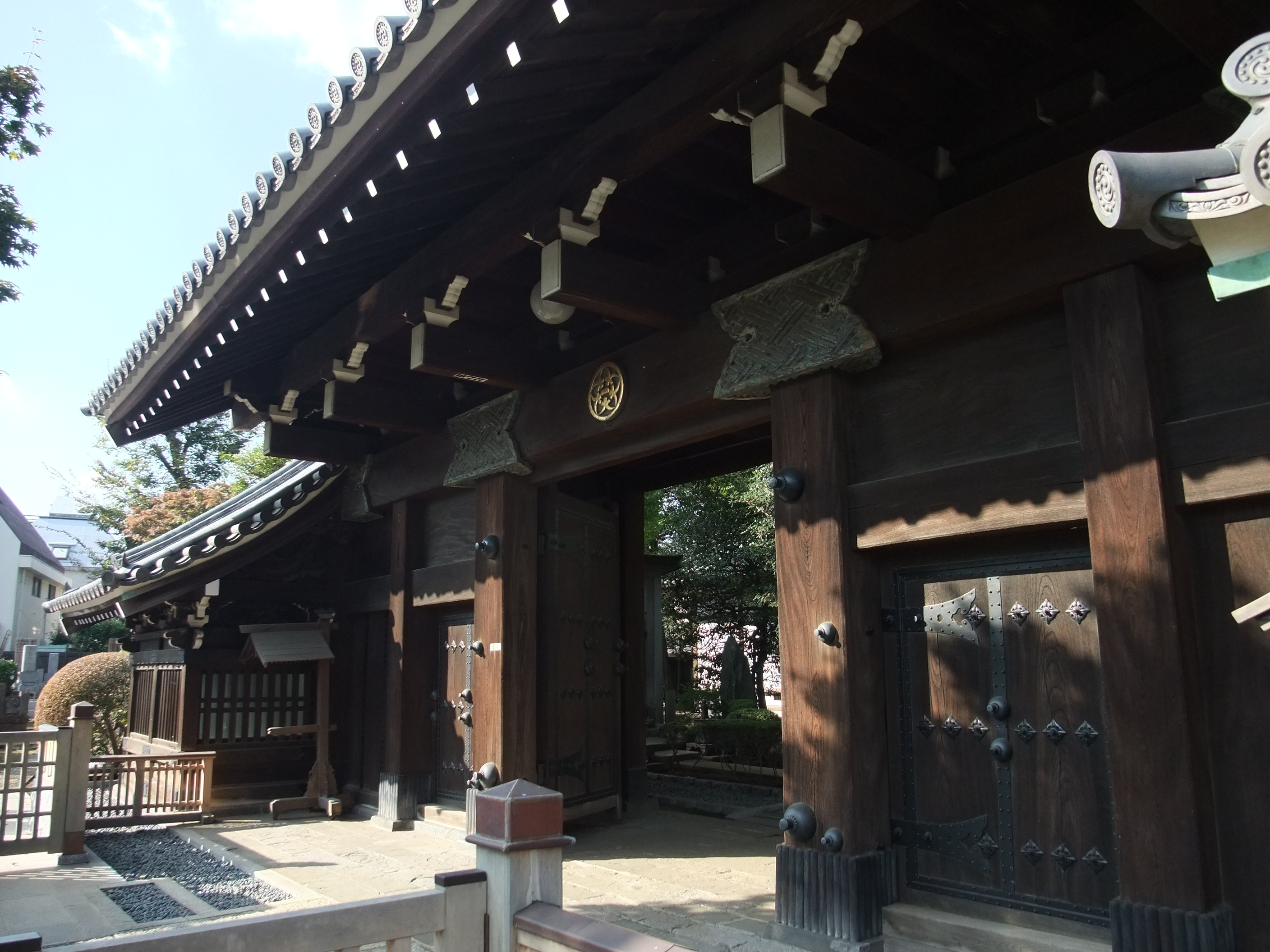
52番 西澄寺
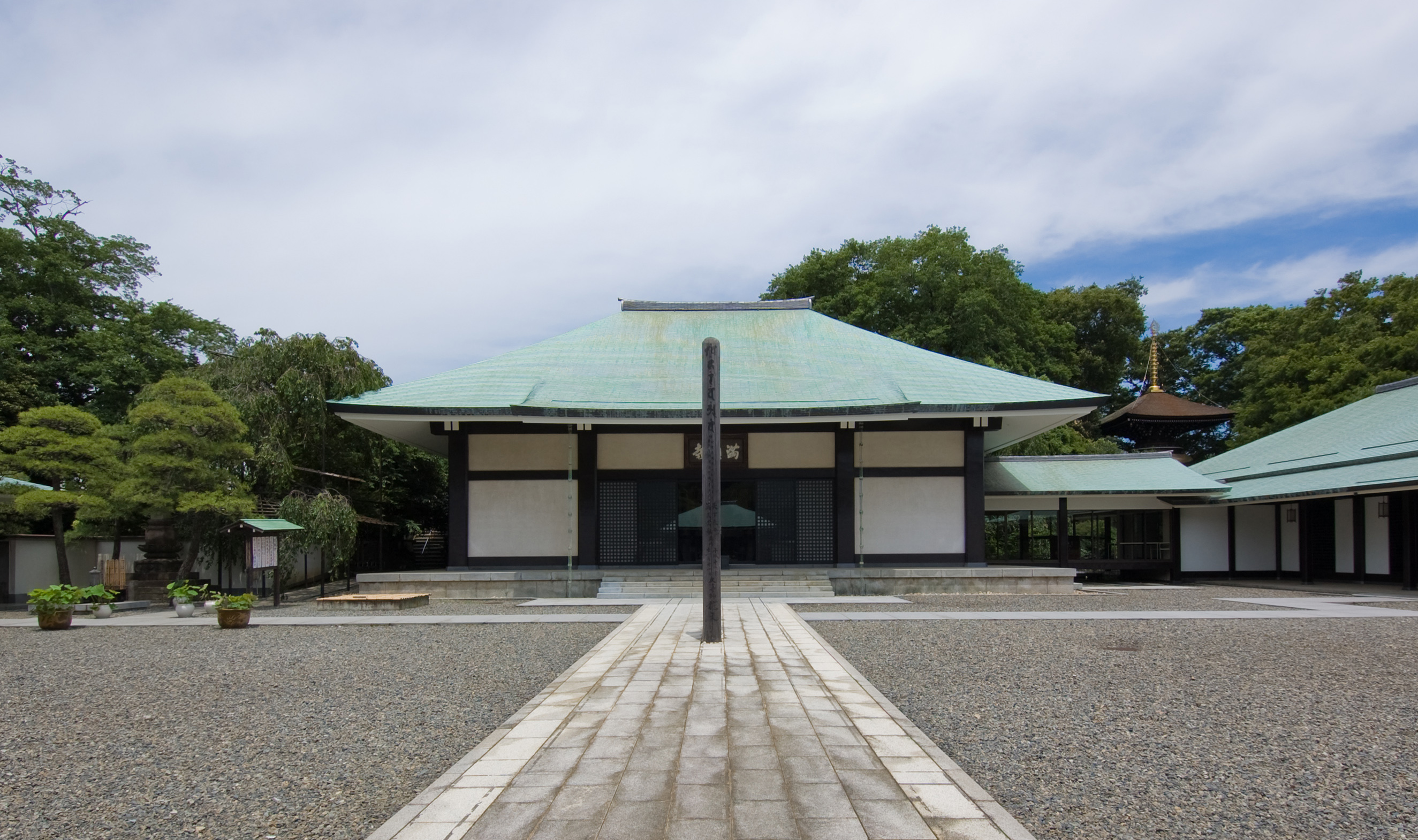
54番 満願寺
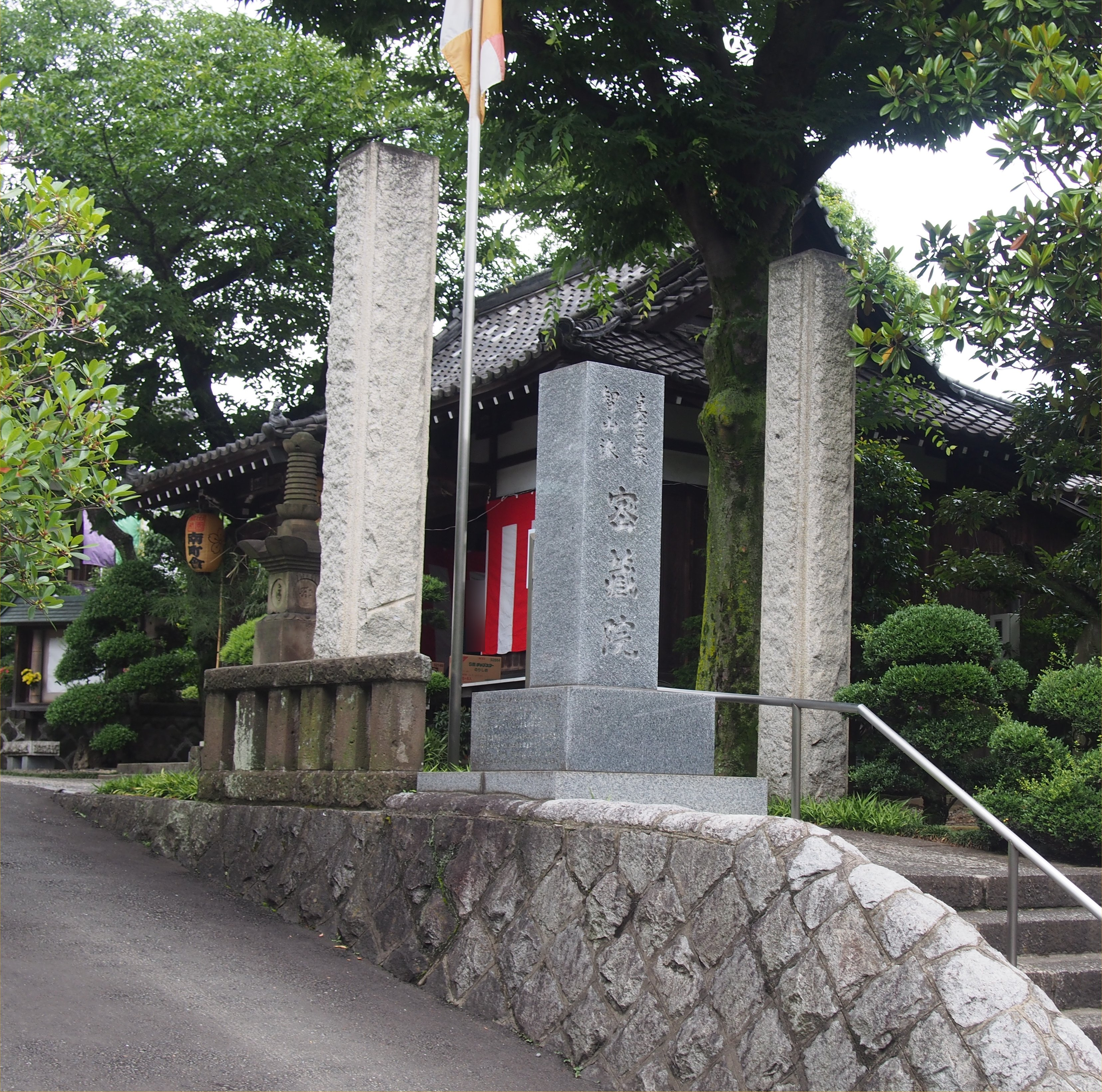
56番 密蔵院
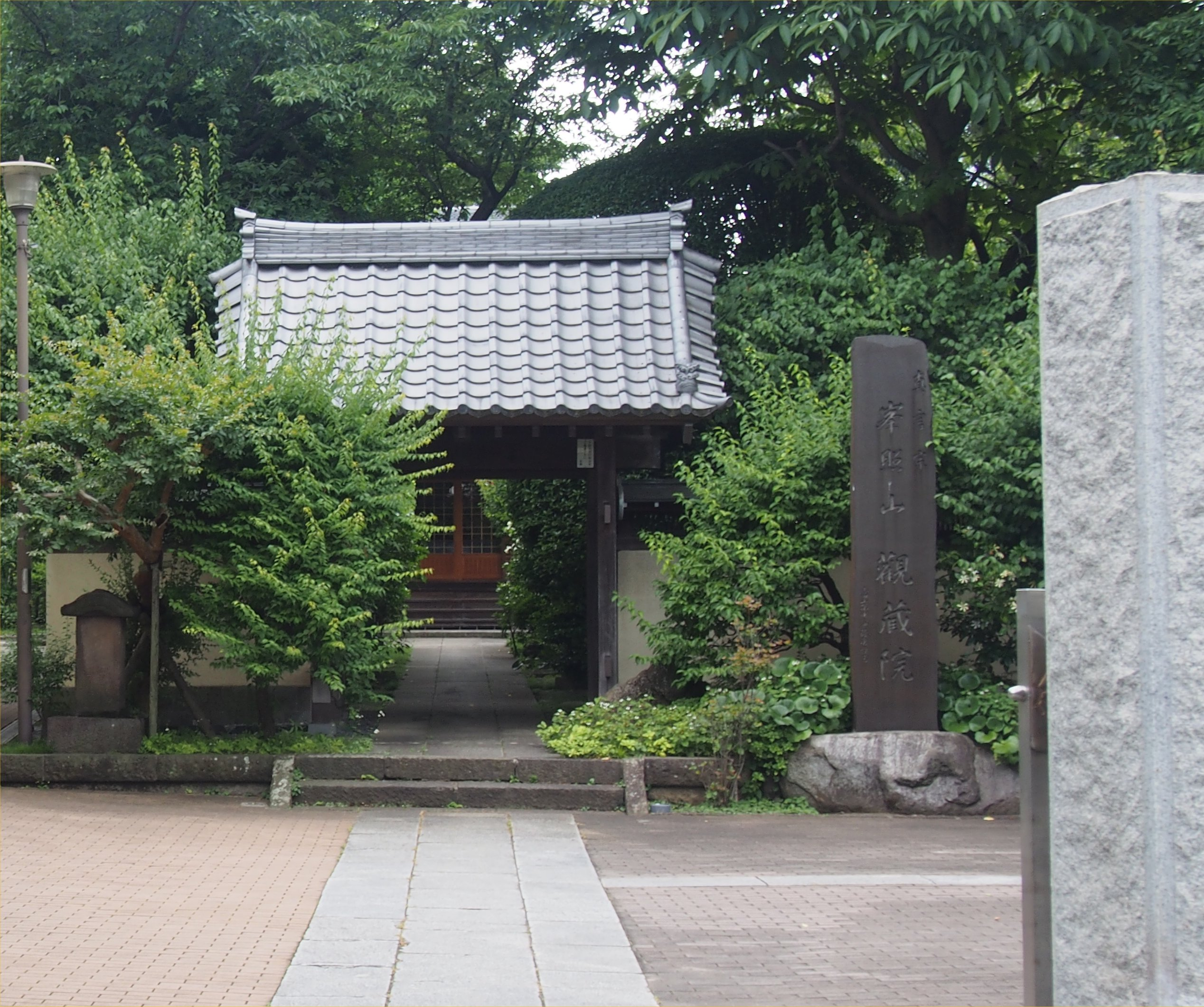
57番 観蔵院
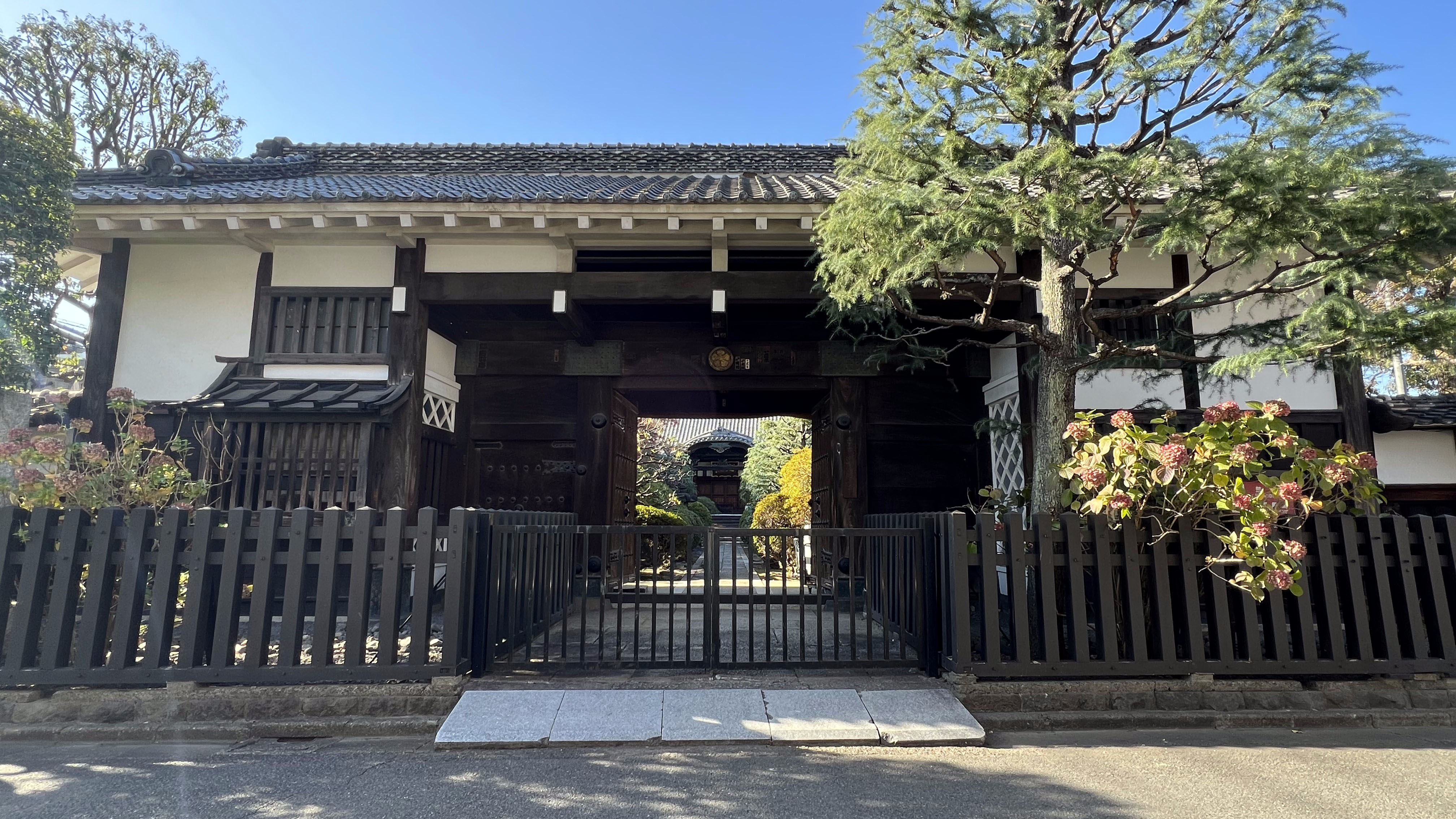
59番 蓮光院
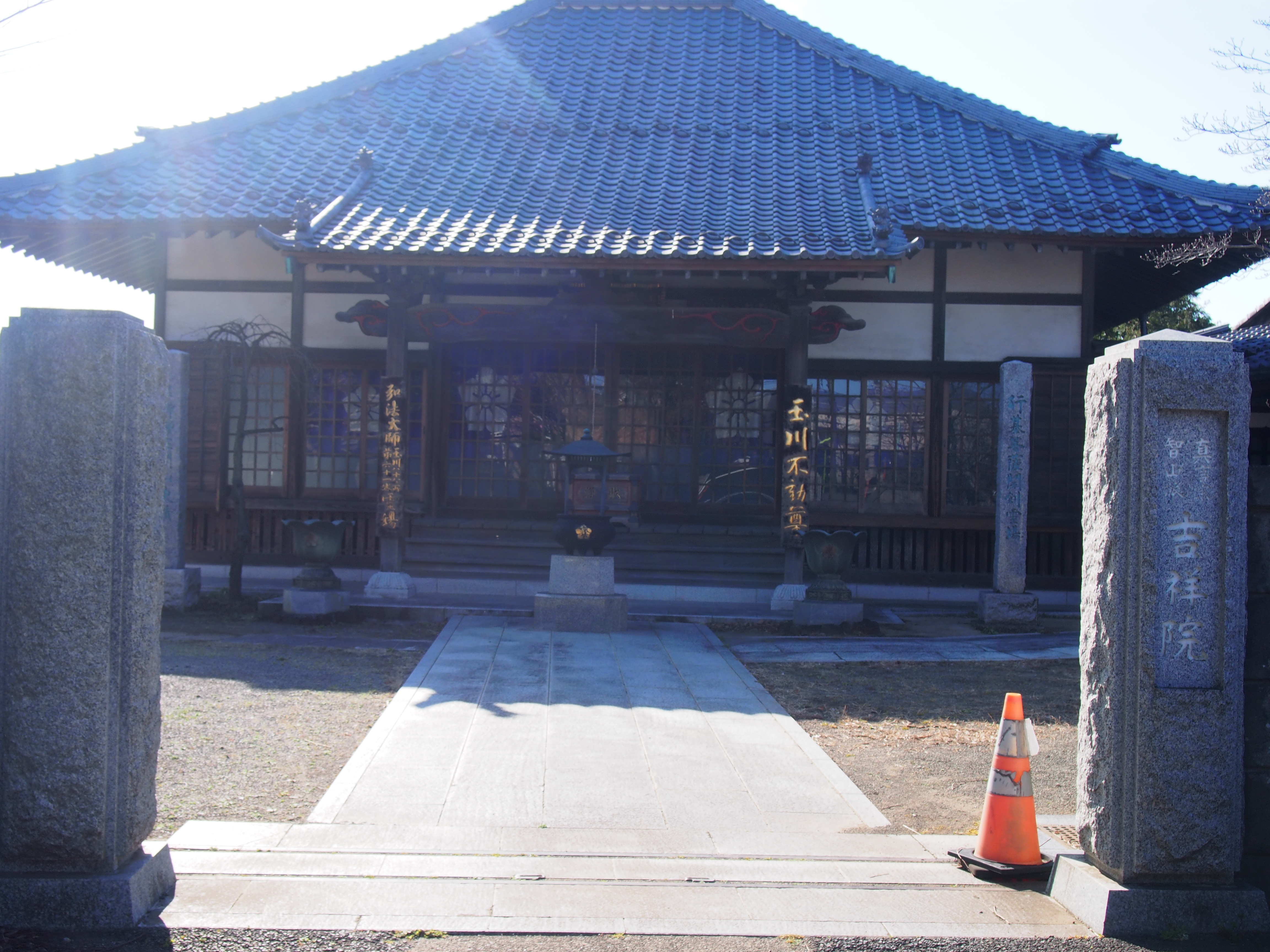
61番 吉祥院
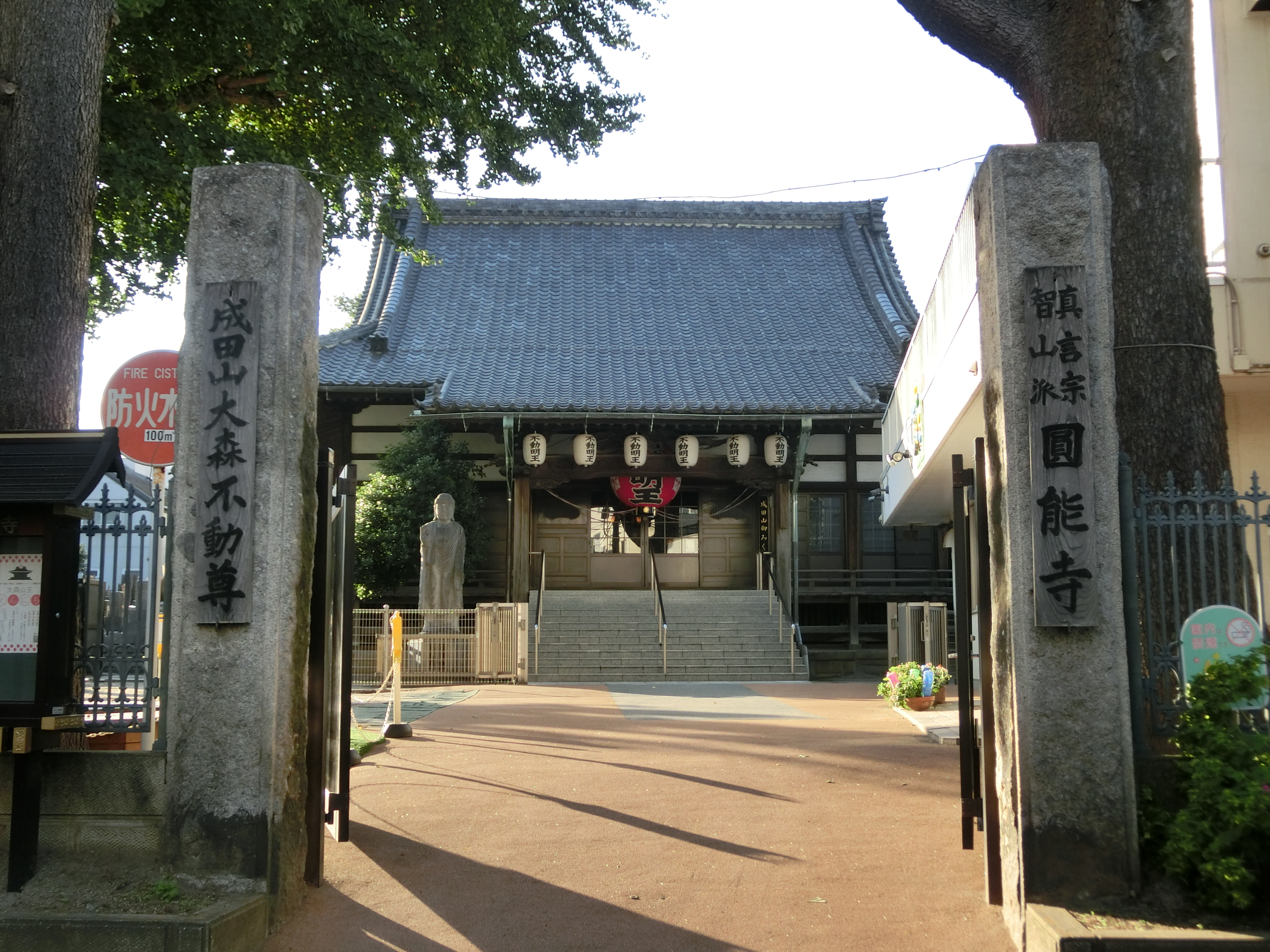
75番 円能寺
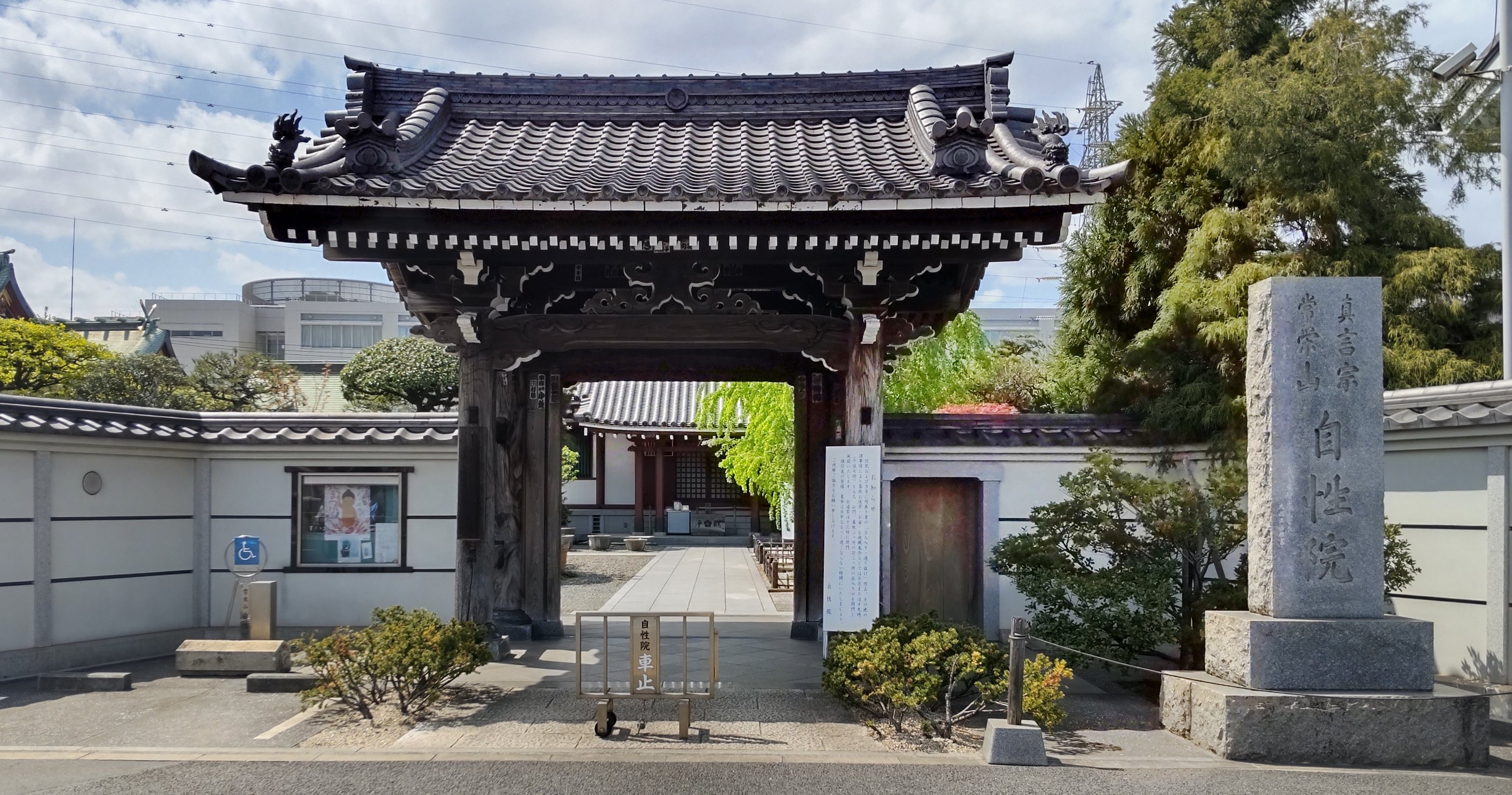
78番 自性院
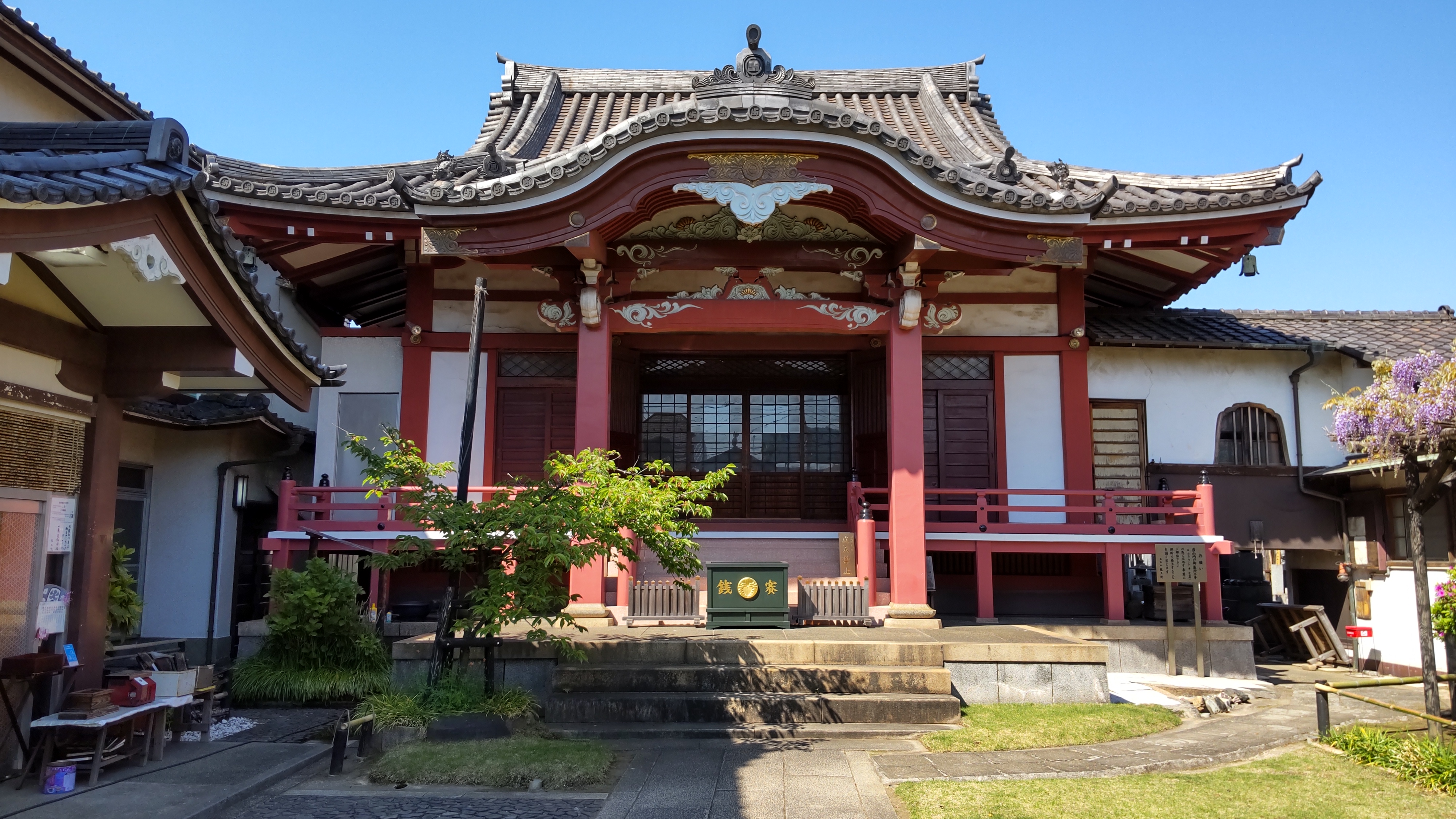
79番 龍王院